# Mont Nantai
Vous lisez un « article de qualité » labellisé en 2017.
Cet article possède un paronyme, voir Nantais.
Le mont Nantai  (男体山, Nantai-san) est une montagne du Japon située à Nikkō, sur l'île de Honshū, au nord de l'agglomération de Tokyo. Ce stratovolcan haut de 2 486 mètres fait partie du complexe volcanique des monts Nikkō dans le parc national de Nikkō.
Avec le mont Nikkō-Shirane, le mont Nantai est le plus récent édifice volcanique des monts Nikkō dont l'activité a débuté il y a environ 560 000 ans. Les études scientifiques de sa structure géologique, commencées en 1957, ont établi qu'il est apparu il y a environ 23 000 ans et que sa dernière éruption remonte à environ 7 000 ans. Il est classé volcan actif par l'agence météorologique du Japon depuis juin 2017.
Depuis sa première ascension connue par le moine bouddhiste Shōdō Shōnin au VIIIe siècle, le volcan Nantai, montagne sacrée du bouddhisme et du shintoïsme, est un lieu de pèlerinage entretenu par les religieux du sanctuaire Futarasan de Nikkō, un site historique inscrit au patrimoine mondial de l'humanité. Des fouilles archéologiques, effectuées à son sommet à la fin du XIXe siècle et au cours du XXe siècle, ont exhumé des vestiges, dont de nombreuses offrandes votives. Parmi ces objets anciens, datant de la fin de l'époque de Nara (710 – 794) à l'époque d'Edo (1603 – 1868), quelques-uns sont classés biens culturels importants du Japon.
Bien que moins connu que le mont Fuji, le mont Nantai est aussi classé parmi les 100 montagnes les plus célèbres du Japon.

## Toponymie
Littéralement, l'association des deux sinogrammes 男 (« homme ») et 体 signifie « forme d'homme ». Le mont Nantai serait la figure paternelle d'une famille de divinités du shintō dont le mont Nyohō voisin serait la mère, et le mont Tarō le fils aîné,,. Plus largement, avec les monts Ōmanago et Komanago, respectivement sœur aînée et sœur cadette, les trois volcans symboliseraient la structure type de la famille japonaise,.
Le mont Nantai, montagne sacrée de l'est de l'ancienne province de Shimotsuke (la préfecture de Tochigi depuis la fin du XIXe siècle), est aussi appelé « mont Futara » (二荒山, Futara-san),. Le terme « 二荒 (Futara) » est un raccourci pour « 二荒颪 (Futara-oroshi, litt. « deux vents catabatiques violents ») », expression qui désigne un vent catabatique qui souffle dans la préfecture de Tochigi deux fois par an, au printemps et à la fin de l'automne (ou en début d'hiver),. À l'époque de Shōdō Shōnin (735 - 817), moine bouddhiste fondateur de la cité de Nikkō, ces vents saisonniers, venus du nord et dont la force s'amplifiait au pied du mont Nantai, constituaient des calamités climatiques pour Nikkō et au-delà. En 820, Kūkai (774 - 835), saint fondateur de l'école bouddhiste Shingon et biographe de Shōdō, séjourna à Nikkō. Ses invocations des divinités bouddhiques au sommet du mont Nantai mirent fin aux turbulences venteuses. Pour marquer l'événement, relevant que « 二荒 », suivant une lecture chinoise, se prononce aussi « Ni-Kō », prononciation très proche de celle de l'expression « 日光 (Nikkō) » signifiant « lumière solaire », il désigna la montagne sous un nouveau nom : Nikkō-san (日光山),. Ainsi, par un jeu de mots, la cité, fondée au VIIIe siècle au pied du volcan Nantai, est baptisée Nikkō.
D'autres interprétations du terme « 二荒 » existent cependant. L'une d'entre elles rappelle que, bien avant l'arrivée des Japonais, le nord de l'île de Honshū était habité par une population aborigène : les Aïnous. Dans la langue aïnou, le mot « futora (フトラ) » désigne une espèce de bambou endémique du Japon et très répandue dans les monts Nikkō. L'ancien nom du volcan, mont Futara, selon une lecture japonaise altérée du terme aïnou « futora », rendrait compte du fait que ses pentes sont couvertes de bambous,,. Une autre interprétation affirme que « 二荒 » dérive de « 二現 (Futa ara, litt. « deux manifestations ») ». Deux esprits divins de la mythologie shintō habiteraient, sous la forme de manifestations de bouddhas, l'une d'essence féminine l'autre masculine, les monts Nyohō et Nantai, collectivement nommés monts Futaara (二現山, Futaara-yama),,. De plus, dans ses écrits, le moine Kūkai nomme la montagne mont Fudaraku (補陀洛山, Fudaraku-san), une dénomination qui fait référence au mont Potalaka, la demeure mythique d'Avalokiteśvara, déité du bouddhisme indien,. Selon l'historien Tarō Wakamori (ja) (1915 - 1977), ce toponyme est antérieur au terme « Nantai », et était en usage avant l'arrivée du moine Shōdō, comme le laissent supposer des vestiges archéologiques du culte bouddhique découverts non loin de la rive nord du lac Chūzenji située au pied du versant méridional du volcan.
Un autre nom de l'édifice volcanique fait référence à la mythologie shintō : mont Kunikami (国神山, Kunikami-san, litt. « mont des dieux du pays »). La montagne serait le lieu de résidence des divinités terrestres du shintō telles qu'Ōkuninushi, dieu shintō de la médecine,.
Le mont Nantai est aussi connu sous le nom de « mont Kurokami » (黒髪山, Kurokami-yama, litt. « mont aux cheveux noirs »),. Cette autre appellation a été forgée par le poète Kawai Sora (1649 - 1710) lors de sa visite de la cité de Nikkō en mai 1689. Ce disciple de Bashō évoque dans un haïku une coutume japonaise, koromogae, qui consiste à marquer le passage des saisons par une nouvelle tenue vestimentaire comme le lui rappelle le sommet du volcan, blanchi par la neige en hiver et sombre en été. Cette image lui évoque aussi sa chevelure noire qui blanchit avec le temps qui passe.
Du fait de sa forme conique quasi symétrique, le mont Nantai est aussi appelé « Nikkō Fuji » (日光富士), « Shimotsuke Fuji » (下野富士), ou encore « Fuji du Nord » (北ノ富士, Kita no Fuji), en référence au mont Fuji, symbole du Japon éternel,.

## Géographie

### Situation
Le mont Nantai est entièrement situé dans la ville de Nikkō (préfecture de Tochigi), sur l'île de Honshū, au Japon. Environ 120 km au nord de l'agglomération de Tokyo, il est un des sommets des monts Nikkō, un complexe volcanique dominé par le mont Nikkō-Shirane, son point culminant à 2 578 m d'altitude. À vol d'oiseau, il se trouve à équidistance (environ 105 km) de Kashiwazaki, ville de la préfecture de Niigata au bord de la mer du Japon, et de Hitachi, municipalité de la préfecture d'Ibaraki, en bordure de l'océan Pacifique.
Bordé au sud par le lac Chūzenji, un lac de montagne qui s'étend au pied de son versant sud sur une superficie de 11,9 km2, le haut plateau Senjō à l'ouest, le mont Ōmanago au nord et la plaine Kinomi à l'est, il fait partie de la ceinture de feu du Pacifique sur l'arc volcanique du Japon dans le nord de la région de Kantō.
Le long du bas de son versant sud s'étire la route nationale 120 qui relie le centre-ville de Nikkō à celui de Numata dans la préfecture voisine de Gunma.
| \| Nantai Tarō Nyohō Akanagi Ōmanago Senjōgahara Nikkō-Shirane Komanago Lac Chūzenji Nikkō Rivière Daiya \| Le mont Nantai dans les monts Nikkō. |
| Nantai Tarō Nyohō Akanagi Ōmanago Senjōgahara Nikkō-Shirane Komanago Lac Chūzenji Nikkō Rivière Daiya                                            |

| \| Mont Nantai Lac Chūzenji Nikkō \| Vue aérienne du mont Nantai dans les monts Nikkō. |
| Mont Nantai Lac Chūzenji Nikkō                                                         |

### Topographie

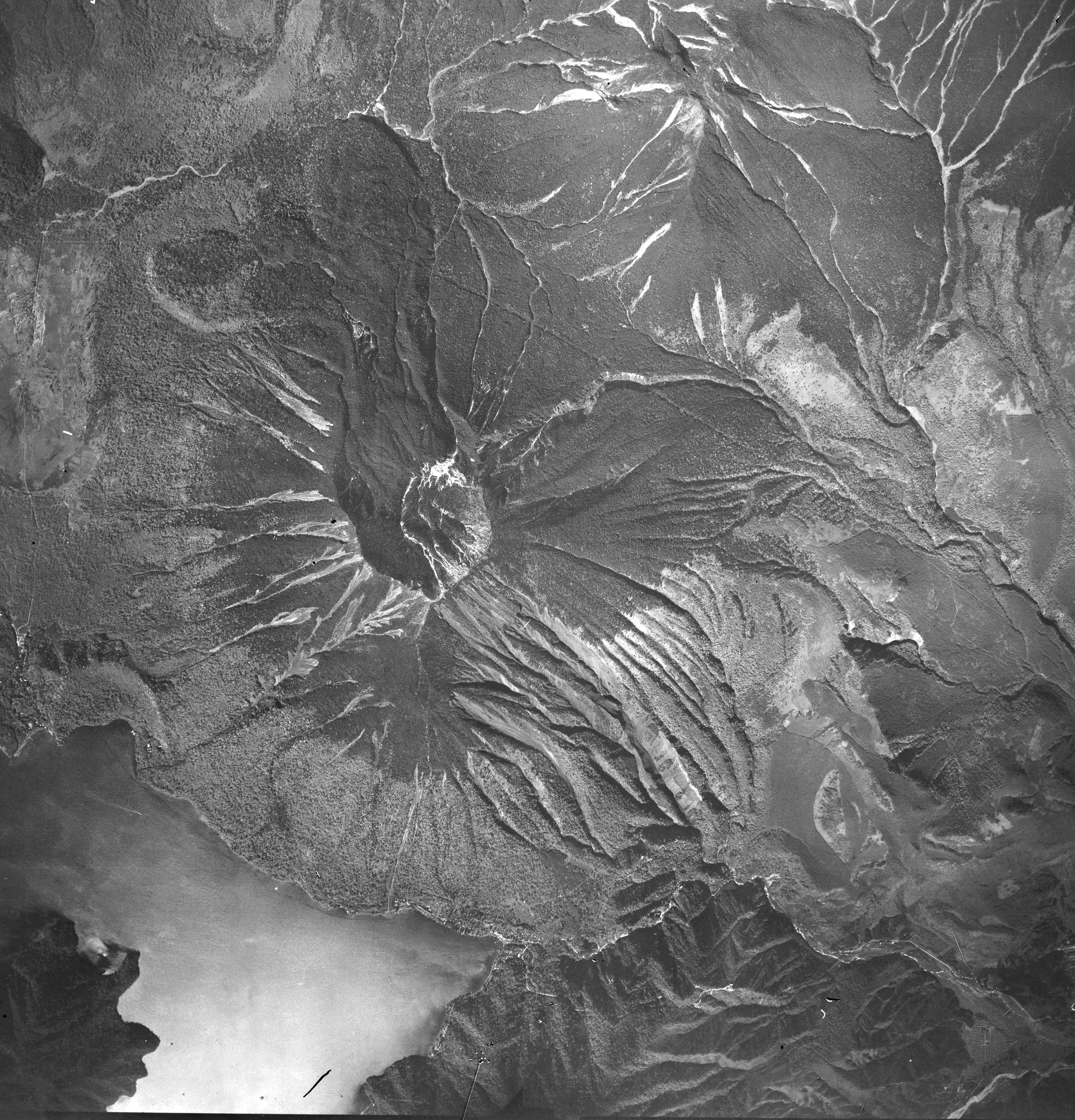
Vue aérienne du volcan Nantai (1948).

La topographie du mont Nantai est dictée par le volcanisme dont il est né : de la forme d'un cône quasi symétrique de 1 200 m de hauteur qui culmine à 2 486 m d'altitude, ses pentes prononcées et régulières s'élèvent jusqu'à son sommet,. Il est couronné par un cratère d'environ 1 km de diamètre pour une profondeur de 200 m. Sa base, suivant son plus grand axe, s'étend sur environ 5 km.
La seule véritable irrégularité d'envergure de ses pentes est constituée, sur sa face nord, à approximativement 2 270 mètres d'altitude, par une coulée de lave figée (« coulée Osawa ») provenant d'un cratère d'explosion,. Ce dernier brise la géométrie circulaire originelle du cratère du sommet et l'étire en forme de fer à cheval.

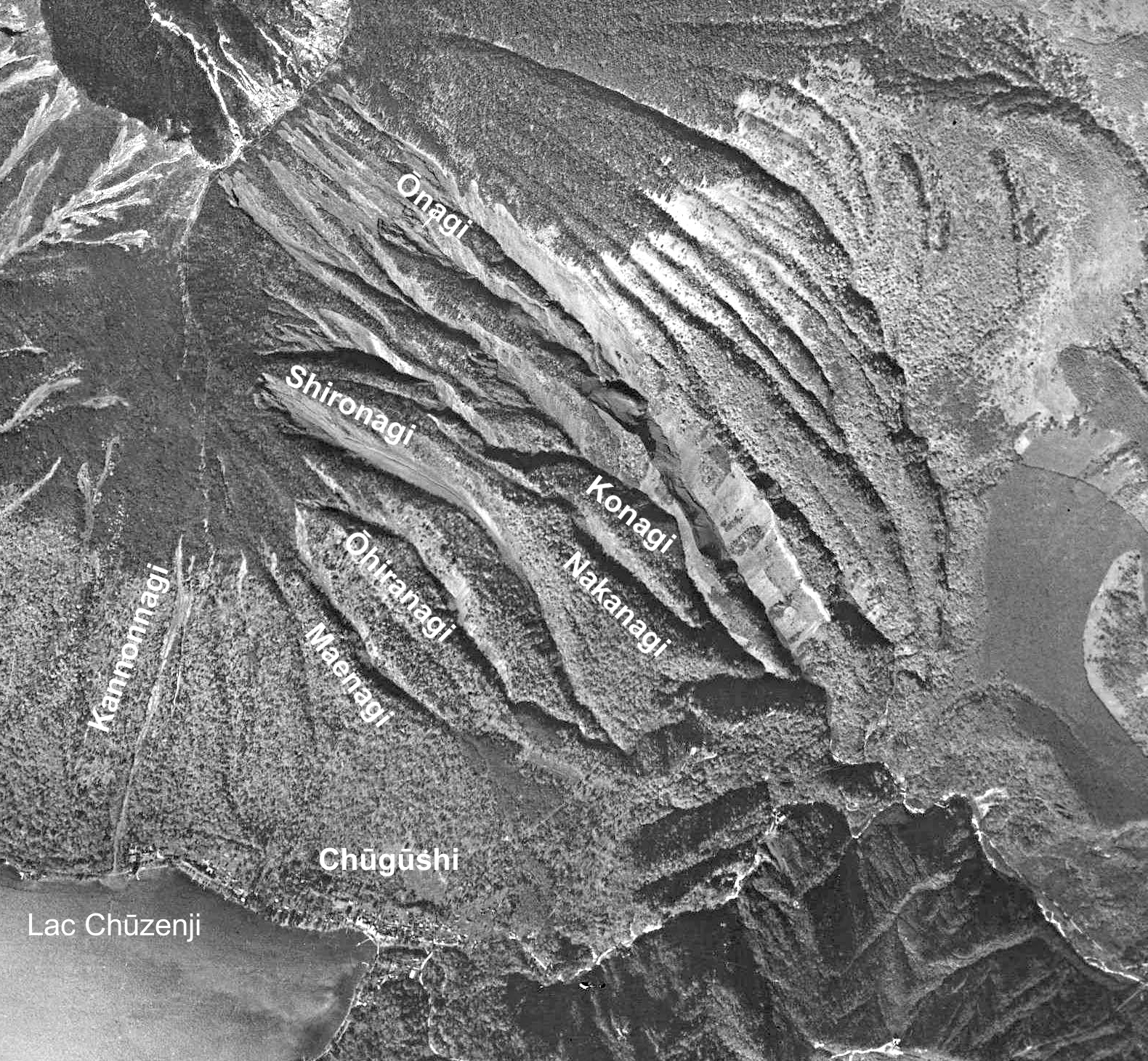
Nagi du versant sud-est.

Au fil des années, sur les pentes du volcan, des effondrements ont donné naissance à des encoches rocheuses radiales profondes qui partent principalement du sommet et s'étendent dans toutes les directions. Ces ravins, dont la profondeur peut atteindre 100 m, sont appelés bori  ou nagi du fait de leur forme qui rappelle celle des incises produites par un naginata, une sorte de hallebarde,. Le ravinement de la face sud-est du volcan est particulièrement prononcé. Les principaux ravins répertoriés sur ce versant (Maenagi, Ōhiranagi, Shironagi, Nakanagi, Konagi et Ōnagi, entaille rocheuse qui descend du sommet du volcan jusqu'à 1 075 m, et dont la largeur et la profondeur varient respectivement de 300 à 400 m et 70 à 100 m), menacent, comme une épée de Damoclès, le quartier Chūgūshi de Nikkō qui s'étend le long du bas du versant sud-est du volcan et comprend des habitations, une école, une clinique, des hôtels, des magasins, une portion de la route nationale 120 et le sanctuaire Futarasan Chūgū-shi,. En 1902, une coulée de lave torrentielle sur le versant sud du volcan fait quatre morts, endommage l'école de Chūgūshi et le sanctuaire Futarasan Chūgū-shi (dont un bâtiment abritant une statue de Kannon, la déesse bouddhique de la miséricorde, est détruit). Le nagi résultant, nommé Kannonnagi, matérialise désormais la partie centrale du chemin de randonnée qui mène du Futarasan Chūgū-shi jusqu'en haut de la montagne,. La plupart des nagi sont secs ; quelques-uns forment des chenaux torrentiels. Les torrents Konagihidari et Konagimigi-zawa, par exemple, s'écoulent chacun dans une ramification supérieure du Konagi ; de même le torrent Yudono dévale la pente du versant nord parallèlement au Yagenbori,,.

### Panorama
Le sommet du mont Nantai offre une vue panoramique sur les autres volcans des monts Nikkō au nord et à l'ouest, le lac Chūzenji, au pied de la montagne, le plateau Senjō, la zone d'habitation d'Imaichi (quartier de Nikkō) à l'est et, plus largement, la plaine de Kantō au sud-est.
Au loin, par temps très clair, il est possible de voir ou d'apercevoir le mont Hiuchi (2 356 m) du village de Hinoemata dans la préfecture voisine de Fukushima, la plus haute montagne de la région du Tōhoku, l'océan Pacifique, à l'est, le mont Akagi, le plus haut sommet de la préfecture de Gunma, le mont Kumotori, point culminant de la métropole de Tōkyō dans les monts Okuchichibu, les monts Tanzawa, 145 km au sud, et le mont Fuji, distant de 170 km au sud-ouest.
Lorsque le ciel est bien dégagé, le mont Nantai est visible du haut des immeubles élevés de la capitale japonaise, du dernier étage du Sunshine 60 par exemple, un gratte-ciel du quartier d'Ikebukuro, et aussi de l'île artificielle Umi-hotaru, une aire de repos de la Tokyo Wan Aqua-Line, en baie de Tokyo, 120 km au sud-est de Nikkō.

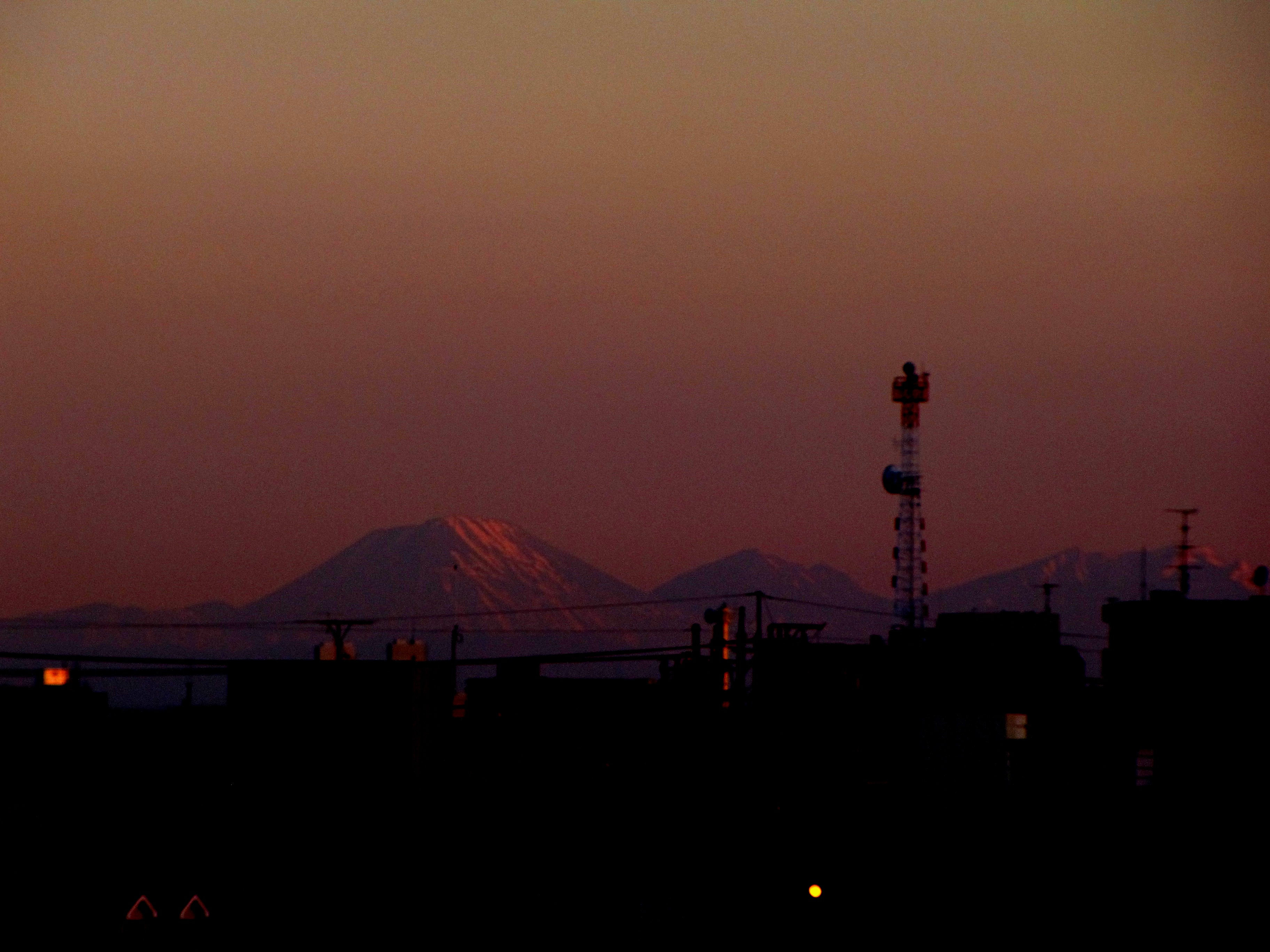
Le mont Nantai depuis Saitama, 100 km au sud-est de Nikkō.
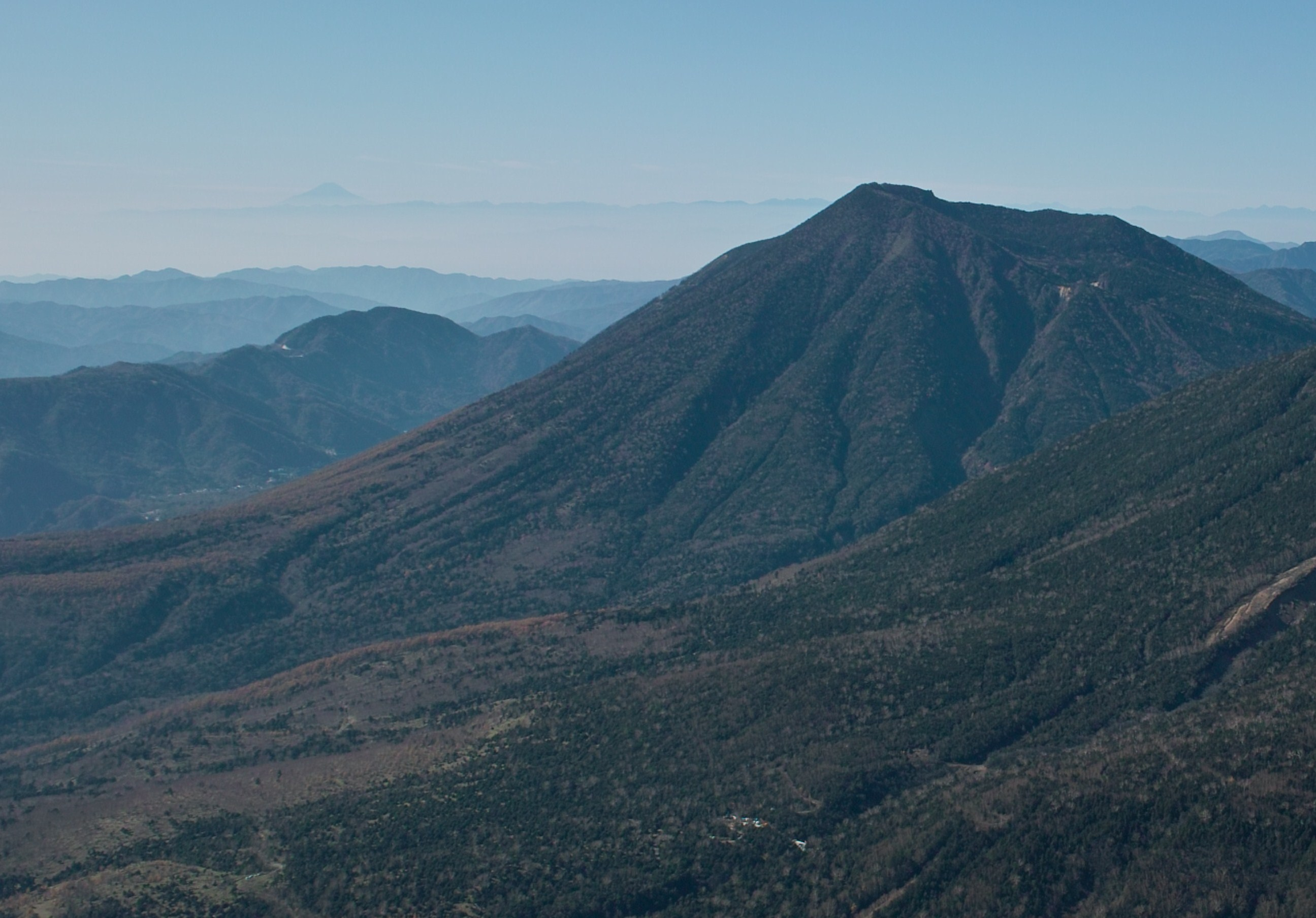
Le mont Nantai et le mont Fuji, au loin, vus de la cime du volcan Nyohō.

### Altitude du mont Nantai
Au sommet du volcan Nantai, un repère de triangulation et une carte gravée sur une borne en pierre et figurant le volcan et les montagnes visibles de sa cime indiquent une altitude de 2 484 m. Cette mesure a été tenue pour l'altitude du mont Nantai jusqu'en 2003. Cette année-là, un alpiniste affirme dans une revue spécialisée qu'un rocher au bord du cratère est plus élevé que le point géodésique annonçant l'altitude de 2 484 m. En octobre 2003, l'Institut d'études géographiques du Japon confirme, après enquête, cette observation et porte officiellement l'altitude du mont Nantai à 2 486 m,.
Le point culminant du volcan Nantai est un bloc rocheux au sommet duquel est enchâssée une lame de katana d'environ 3,6 m de haut, 17 cm de large, et pesant 130 kg. Elle évoque le sabre au sommet d'une montagne que le jeune Shōdō aurait entrevu en rêve quelques années avant d'entreprendre l'ascension du volcan. Pointant vers le ciel depuis 1882, ce symbole de la puissance divine du mont Nantai s'est brisé, en 2012, sous l'effet de la corrosion atmosphérique, et a été remplacé, la même année, par une lame en acier inoxydable,.

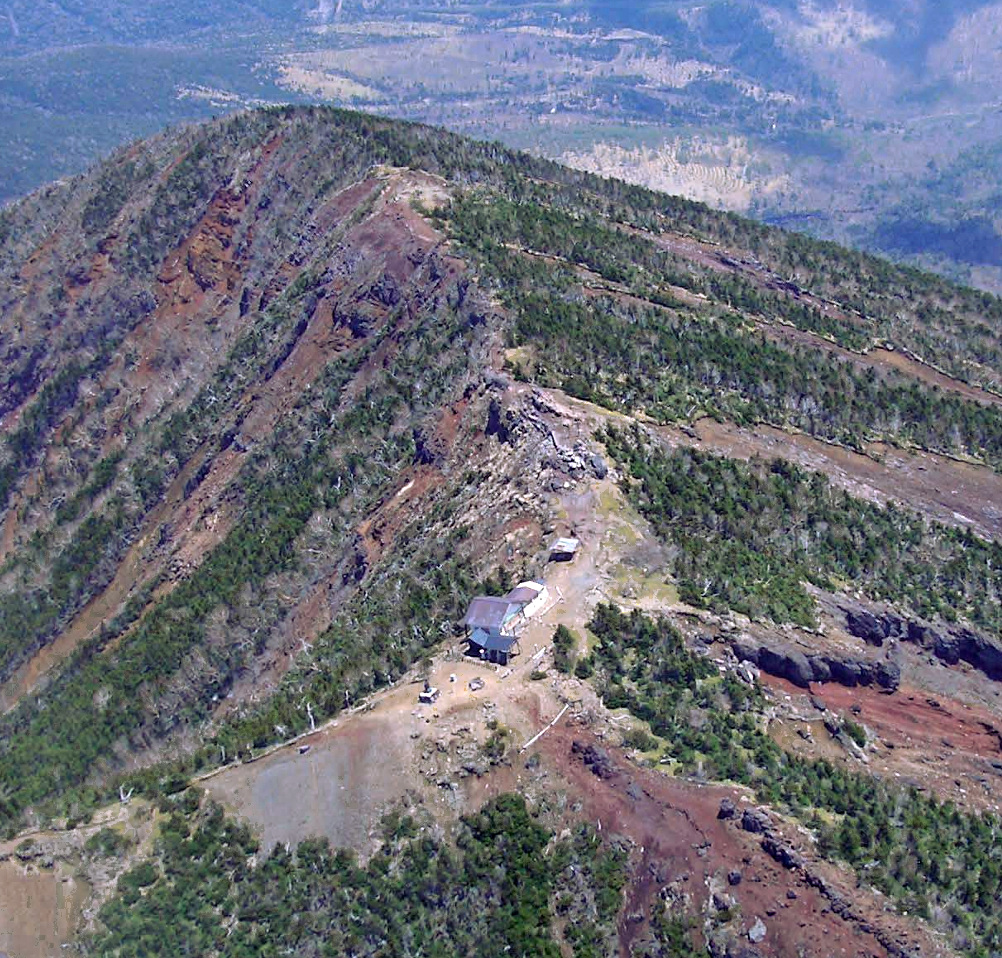
Bord du cratère du mont Nantai vu du ciel.
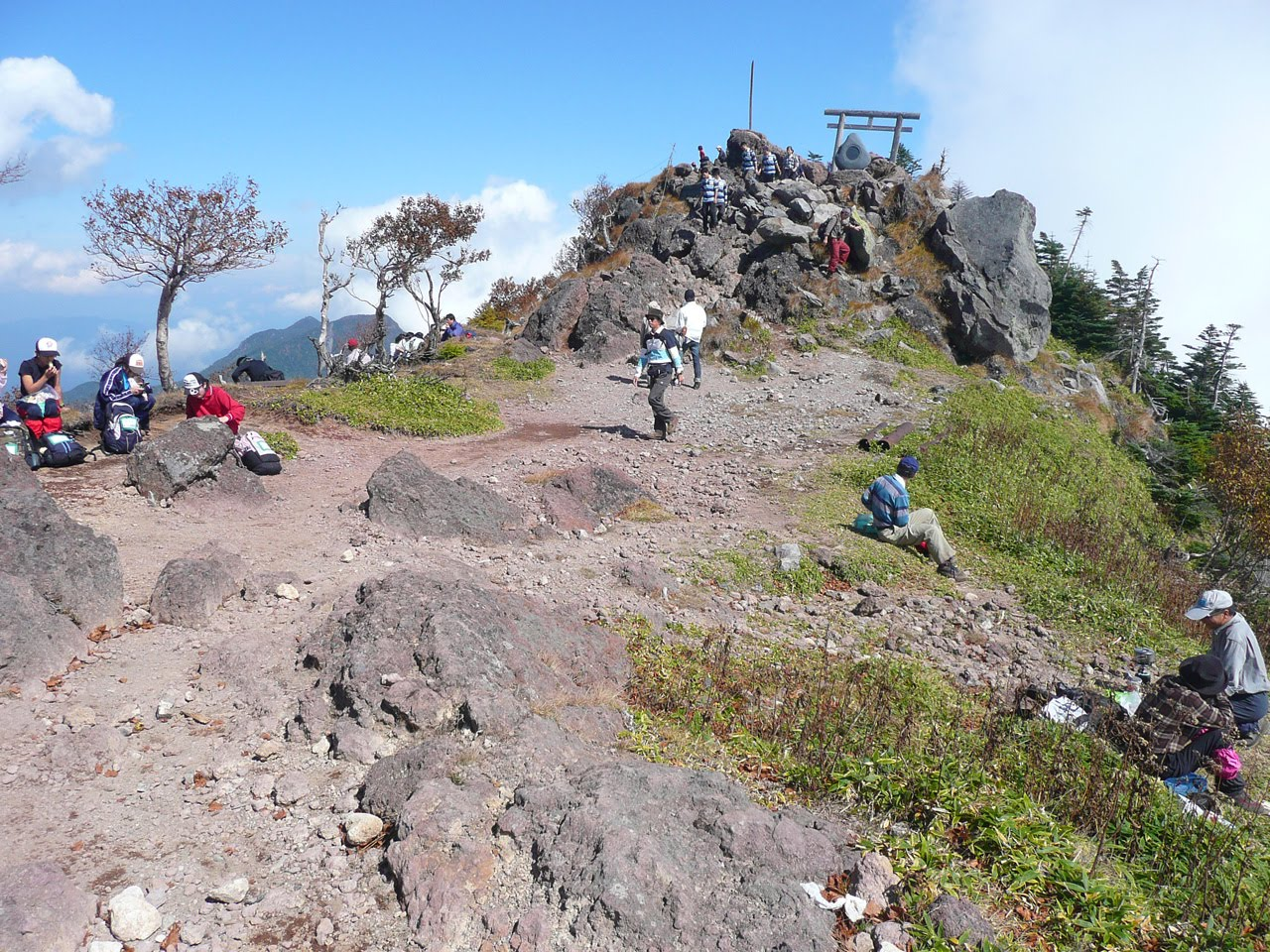
Le sommet du mont Nantai.
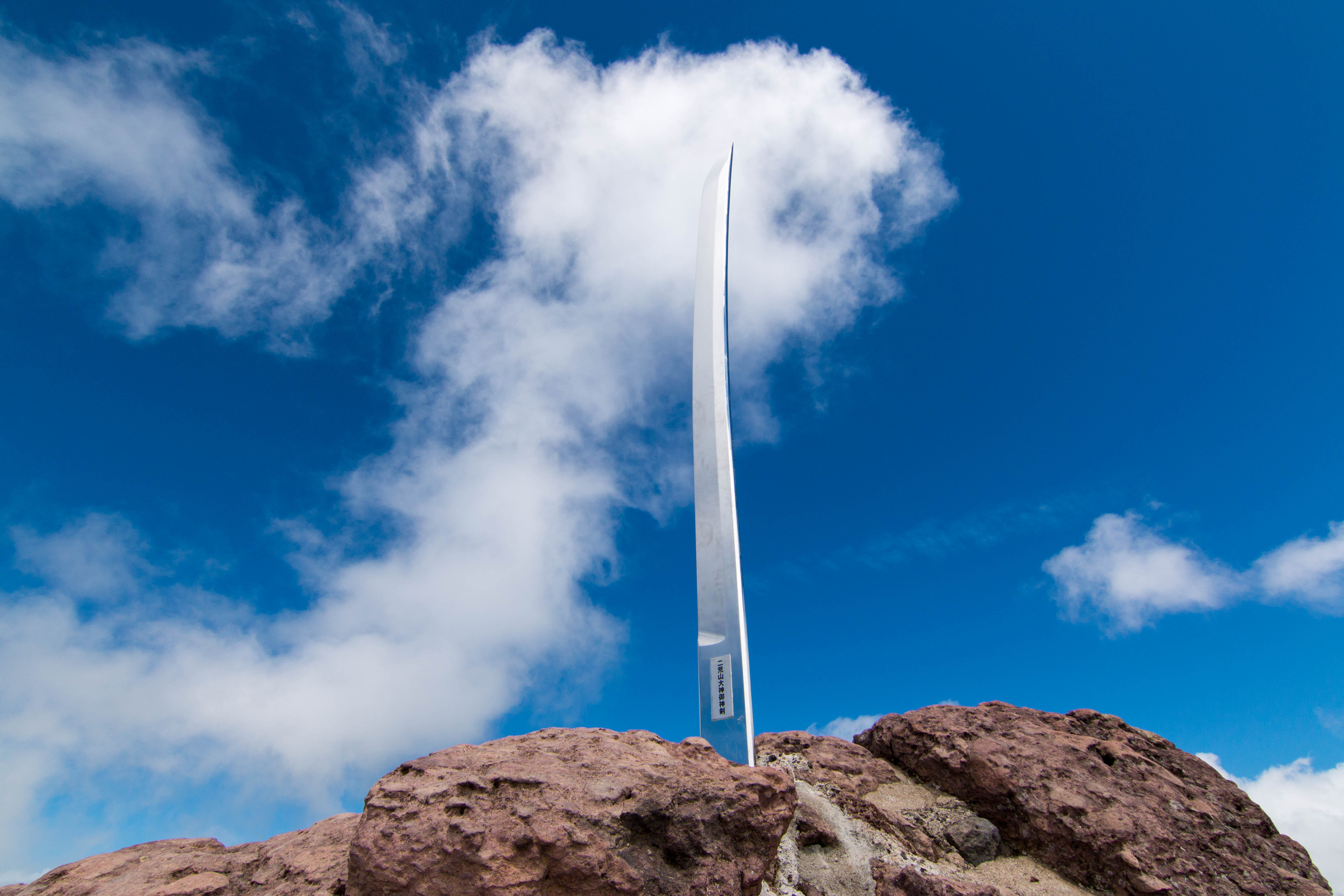
Sabre divin au sommet du mont Nantai.

### Géologie
La base du mont Nantai s'étend sur un substrat composé de roches sédimentaires et de roches d'origine volcanique datant du Pléistocène supérieur (126 000 - 11 700 ans),. Du fait de sa structure résultant de la superposition de coulées de lave, de coulées pyroclastiques et de téphras, ce volcan se range parmi les stratovolcans. Il est essentiellement composé de roches magmatiques et plus particulièrement d'andésite, de basalte et de dacite,,. Les éruptions majoritairement explosives qui marquent sa période d'activité le classent, de plus, parmi les volcans gris.
Les études scientifiques du volcan, menées depuis 1957, établissent qu'au cours d'une première phase de formation le volcan Nantai résulte de l'émergence successive de trois édifices strato-volcaniques. Le volcan Konagi, dôme d'andésite et de basalte haut de 800 m, constitue une grande partie du versant sud du volcan ; le Nantai-Kita, fait de couches de roches pyroclastiques, forme sa base nord et le Furunagi, issu d'un empilement de coulées de lave de basalte et d'andésite, son versant oriental et l'actuel cratère. Lors d'une deuxième phase d'activité, des couches de lave et d'autres produits d'éruptions, comme des pierres ponces et des pyroclastites, achèvent la formation du volcan,.

### Climat

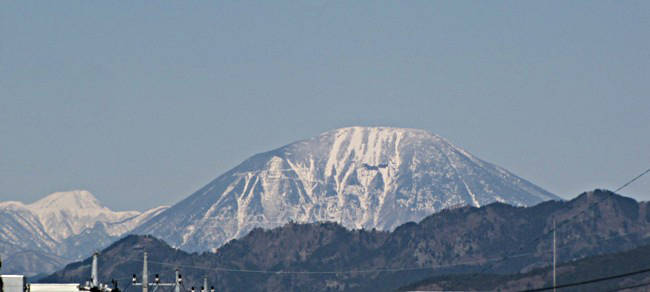
Le mont Nantai sous la neige au mois d'avril.

Le climat du mont Nantai correspond à celui d'Oku-Nikkō, la partie Sud-Ouest de la ville de Nikkō. Il est du type continental humide. La température annuelle moyenne est d'environ 7 °C et les précipitations annuelles sont de 2 169 mm. L'hiver le mercure peut descendre jusqu'à −9 °C et grimper jusqu'à 23 °C en été.
En hiver, un vent froid et humide venu de Sibérie, via la mer du Japon, apporte de la neige sur les sommets des monts Nikkō. Pendant les deux premiers mois de l'année, la température au sommet du volcan Nantai varie dans la journée entre −20 °C et −5 °C. En juillet et août, elle s'étale de 10 °C à 20 °C.
Les précipitations annuelles moyennes sont de 1 141 mm au sommet du volcan et 1 835 mm à son pied (1 300 m d'altitude). Elles se concentrent pour les trois quarts durant la saison des pluies, de juin à septembre.
| Mois                                | jan.  | fév.  | mars  | avril | mai   | juin  | jui.  | août  | sep.  | oct.  | nov.  | déc.  | année   |
| ----------------------------------- | ----- | ----- | ----- | ----- | ----- | ----- | ----- | ----- | ----- | ----- | ----- | ----- | ------- |
| Température minimale moyenne (°C)   | −8,1  | −8,8  | −5,1  | 0,1   | 5,1   | 10,1  | 14,4  | 15,3  | 11,6  | 5,1   | −0,2  | −5    | 2,9     |
| Température moyenne (°C)            | −4,1  | −3,9  | −0,7  | 5     | 9,9   | 13,7  | 17,7  | 18,7  | 14,9  | 9,1   | 4     | −1    | 6,9     |
| Température maximale moyenne (°C)   | −0,4  | 0     | 3,6   | 10    | 14,8  | 17,7  | 21,6  | 22,6  | 18,6  | 13,2  | 8,2   | −2,9  | 10,3    |
| Ensoleillement (h)                  | 170,2 | 162,1 | 188,1 | 185,9 | 167,8 | 107   | 108,3 | 128,3 | 100,4 | 128,9 | 152,7 | 164,7 | 1 764,4 |
| Précipitations (mm)                 | 52,3  | 58,8  | 109,4 | 157,8 | 174,6 | 220,9 | 277   | 394,2 | 363,2 | 201,8 | 107,6 | 51,4  | 2 169   |
| dont neige (cm)                     | 114   | 124   | 113   | 23    | 0     | 0     | 0     | 0     | 0     | 1     | 12    | 62    | 449     |
| Nombre de jours avec précipitations | 15    | 15    | 19    | 16    | 16    | 20    | 23    | 20    | 22    | 15    | 11    | 10    | 202     |
| Humidité relative (%)               | 65    | 65    | 66    | 68    | 75    | 85    | 87    | 87    | 87    | 80    | 71    | 66    | 75      |
| Nombre de jours avec neige          | 25,1  | 21,8  | 29,9  | 6,8   | 0,8   | 0     | 0     | 0     | 0     | 0,6   | 6,5   | 20    | 101,5   |
| Nombre de jours avec brouillard     | 2,8   | 4,8   | 5,8   | 9,4   | 12,9  | 14,7  | 17,6  | 15,3  | 14,9  | 11,4  | 6,6   | 4,3   | 120,3   |

| Diagramme climatique                                  |           |              |            |              |               |             |               |               |              |              |            |
| J                                                     | F         | M            | A          | M            | J             | J           | A             | S             | O            | N            | D          |
| −0,4−8,152,3                                          | 0−8,858,8 | 3,6−5,1109,4 | 100,1157,8 | 14,85,1174,6 | 17,710,1220,9 | 21,614,4277 | 22,615,3394,2 | 18,611,6363,2 | 13,25,1201,8 | 8,2−0,2107,6 | −2,9−551,4 |
| Moyennes : • Temp. maxi et mini °C • Précipitation mm |           |              |            |              |               |             |               |               |              |              |            |

### Faune et flore
Situé dans le Sud du parc de Nikkō, un parc national d'une superficie de 1 149,08 km2 administré par le ministère de l'Environnement du Japon depuis sa création en 1934,, le mont Nantai constitue l'habitat de nombreuses espèces d'oiseaux sauvages et ses pentes offrent un terrain fertile pour diverses variétés de plantes. Il fait partie d'une zone importante pour la conservation des oiseaux : Oku-Nikkō, le Sud-Est d'un site naturel protégé de 3 130 km2 qui recouvre une partie de chacune des quatre préfectures de Tochigi, Gunma, Niigata et Fukushima.

#### Faune
Les pentes boisées du mont Nantai abritent des mammifères communs dans la région comme le cerf Sika (Cervus nippon), le macaque japonais (Macaca fuscata), le lièvre du Japon (Lepus brachyurus) et le tanuki du Japon (Nyctereutes viverrinus). Bien que devenus rares, la martre du Japon (Martes melampus), l'ours noir d'Asie (Ursus thibetanus) et le saro du Japon (Capricornis crispus) peuvent être aperçus. Des insectes coléoptères du genre Dorcus, Batocera lineolata, une espèce de capricornes endémique du Japon et le grand porte-queue (Papilio machaon) peuplent les forêts du volcan. La montagne est aussi l'habitat du serpent ratier du Japon (Elaphe climacophora), un reptile non venimeux.
Le mont Nantai est surtout le « paradis des oiseaux ». De nombreuses espèces de passereaux telles que le roitelet huppé (Regulus regulus), la mésange boréale (Poecile montanus), le cincle de Pallas (Cinclus pallasii), la sittelle torchepot (Sitta europaea), le grimpereau des bois (Certhia familiaris), le cassenoix moucheté (Nucifraga caryocatactes), le gobemouche bleu (Cyanoptila cyanomelana), le bouvreuil pivoine (Pyrrhula pyrrhula), l'accenteur du Japon (Prunella rubida), le troglodyte mignon (Troglodytes troglodytes), le corbeau à gros bec (Corvus macrorhynchos), les rossignols bleus (Larvivora cyane), calliope (Calliope calliope) et à flancs roux (Tarsiger cyanurus), le pipit à dos olive (Anthus hodgsoni), la bouscarle chanteuse (Horornis diphone), le geai des chênes (Garrulus glandarius), le rougequeue aurore (Phoenicurus auroreus) et le pinson du Nord (Fringilla montifringilla) y font leurs nids. Le martinet de Sibérie (Apus pacificus), le coucou fugitif (Hierococcyx fugax), le coucou de l'Himalaya (Cuculus saturatus), le pic kisuki (Dendrocopos kizuki), l'engoulevent jotaka (Caprimulgus jotaka), l'aigle barbu (Haliaeetus albicilla) et le pygargue empereur (Haliaeetus pelagicus) habitent aussi la montagne et ses environs,.

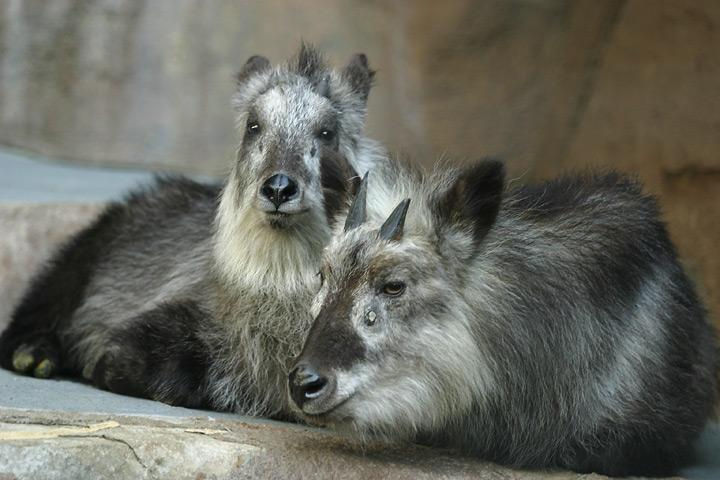
Le saro du Japon (Capricornis crispus).
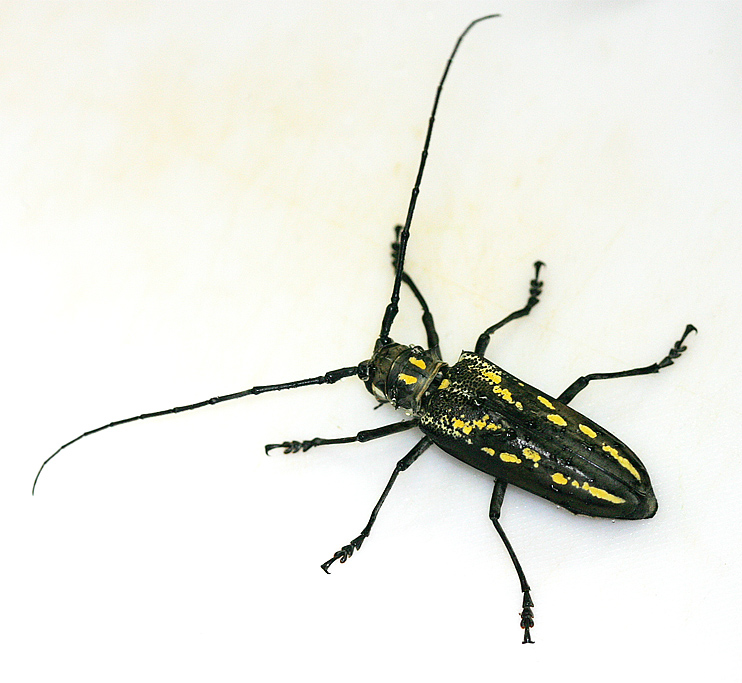
Batocera lineolata.
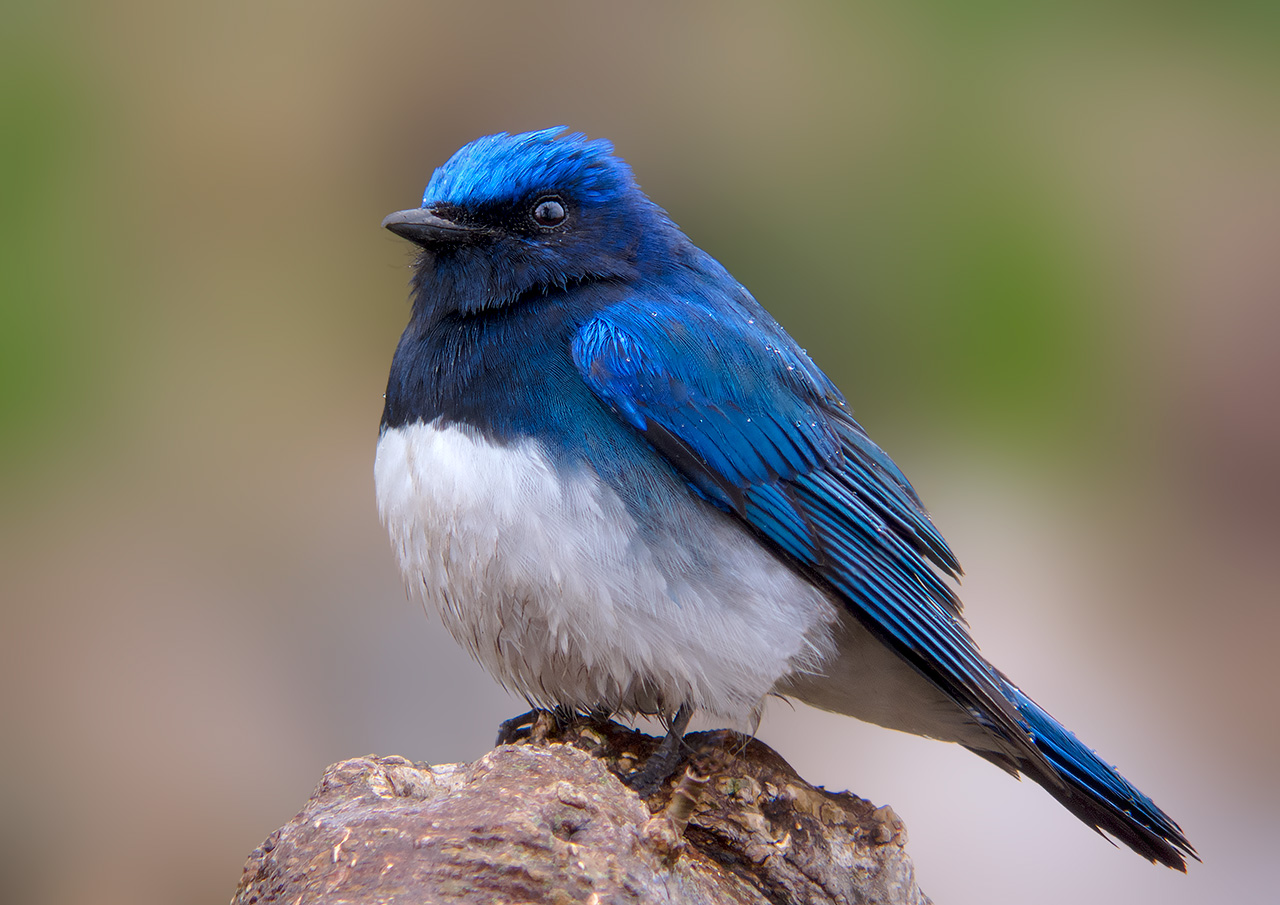
Le gobemouche bleu (Cyanoptila cyanomelana).

#### Flore
Les contreforts du mont Nantai sont couverts d'une forêt de hêtres du Japon (Fagus crenata) parsemée de mélèzes (Larix kaempferi) et de cèdres du Japon (Cryptomeria japonica), de cerisiers des montagnes d'Ezo (Prunus sargentii) et d'érables du Japon (Acer palmatum), une configuration végétale particulièrement appréciée des Japonais en automne lorsque les feuilles des érables virent au rouge sang et celles des hêtres au jaune vif. L'étage montagnard comprend aussi une sous-espèce du chêne de Mongolie (Quercus mongolica) endémique du Japon, des bambous (Sasa veitchii) et des sapins tels que le sapin de Nikkō (Abies homolepis) et le sapin de Veitch (Abies veitchii). Au printemps et en été, il s'anime de quelques couleurs à la suite de la floraison de colonies de Glaucidium palmatum, d'arabettes hirsutes (Arabis hirsuta), de séneçons de Nikkō (Nemosenecio nikoensis), de baguettes d'Aaron (Solidago virgaurea), de balsamines des bois (Impatiens noli-tangere) et de violettes de Corée (Viola grypoceras).
À l'étage subalpin, apparaissent la savoyane (Coptis trifolia), la parnassie des marais (Parnassia palustris), l'immortelle d'argent (Anaphalis margaritacea), l'oseille des bois (Oxalis acetosella), le fraisier du Japon (Fragaria nipponica), la myrtille des marais (Vaccinium uliginosum) et diverses espèces de rhododendrons comme l'azalée à cinq pétales (Rhododendron quinquefolium). S'y épanouit aussi une espèce d'orchidée relativement rare : Orchis joo-iokiana, qui figure, depuis au moins la fin des années 2000, sur la liste rouge des plantes menacées de disparition du ministère de l'Environnement,. Découverte au tout début du XXe siècle, sur les pentes du volcan Nyohō, par Ioki Bunsai (1863 - 1906), un artiste peintre de l'école Yō-ga et un de ses amis, l'avocat Jō Kazuma (1864 - 1924), elle a été décrite et nommée, en 1902, par le botaniste japonais Tomitarō Makino.
Au-delà des 2 000 m, se prolonge le domaine du bouleau d'Erman (Betula ermanii). Jusqu'aux abords du sommet, les espèces du genre Rhododendron, Rhododendron brachycarpum et Rhododendron degronianum, cohabitent avec le cerisier alpin du Japon (Prunus nipponica), des sous-arbrisseaux comme Vaccinium vitis-idaea et une variété asiatique de la camarine noire (Empetrum nigrum). Quelques parois rocheuses hébergent une plante carnivore rare : la grassette du Japon (Pinguicula ramosa).

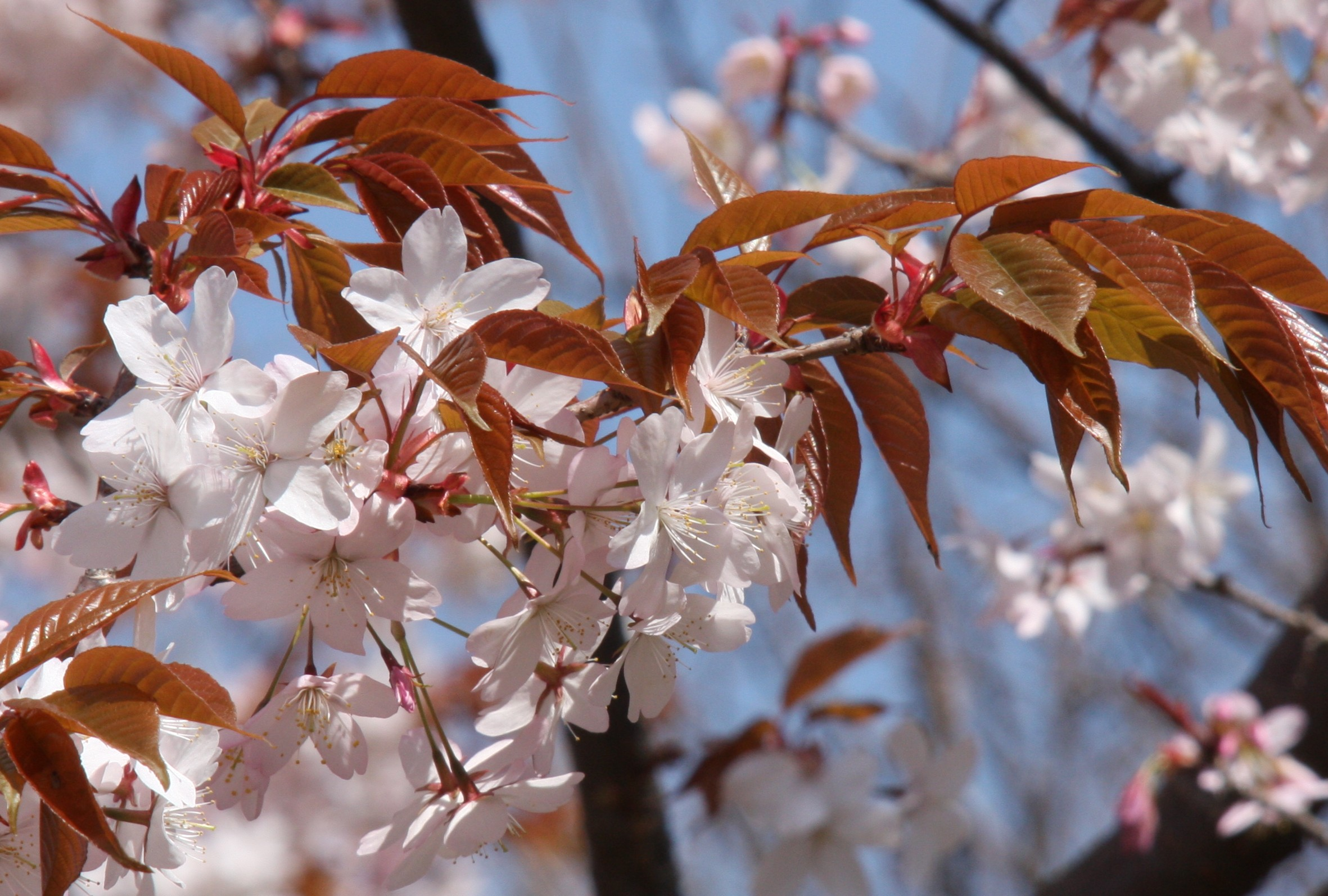
Fleurs de cerisier des montagnes d'Ezo (Prunus sargentii).
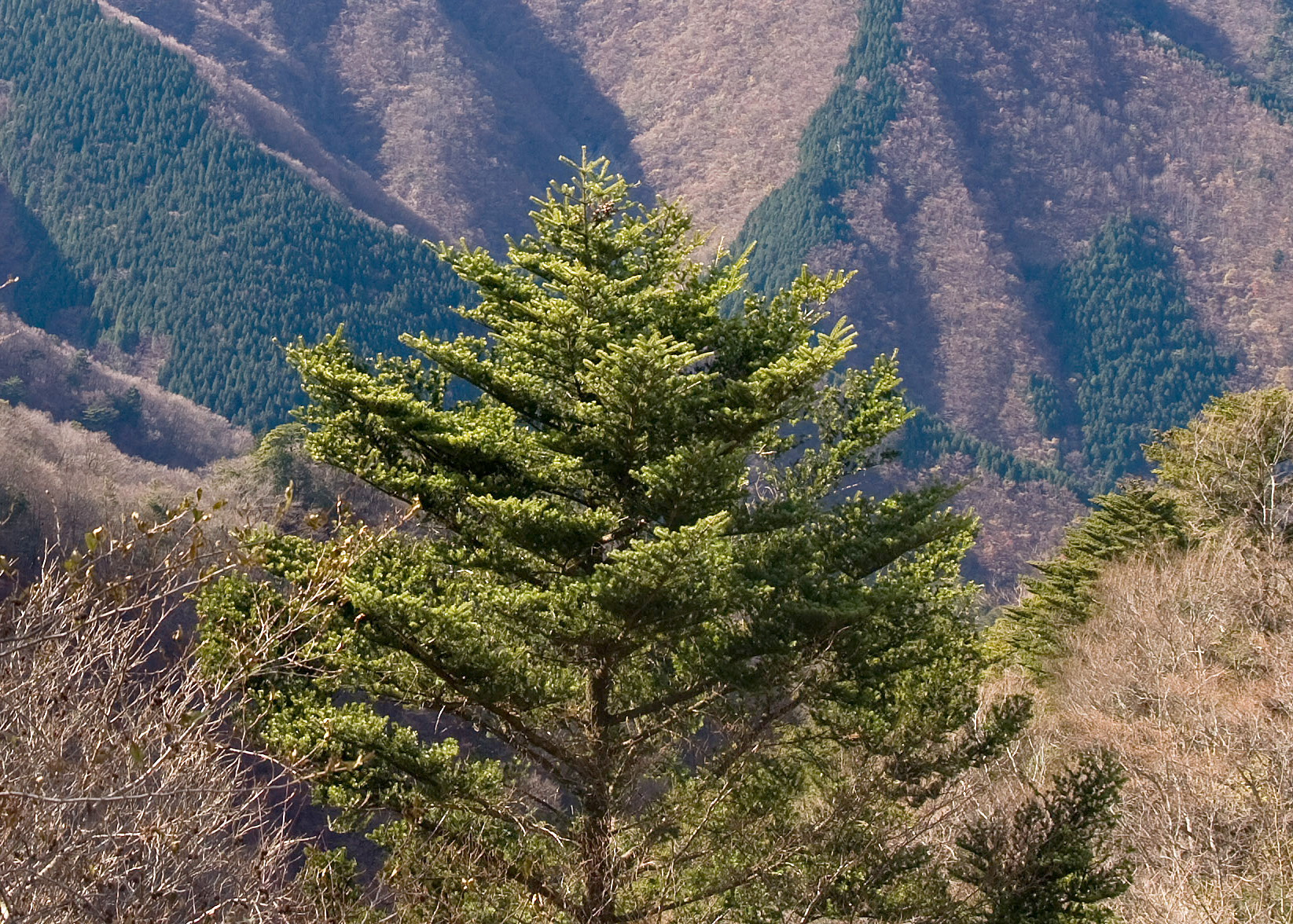
Le sapin de Nikko Abies homolepis.
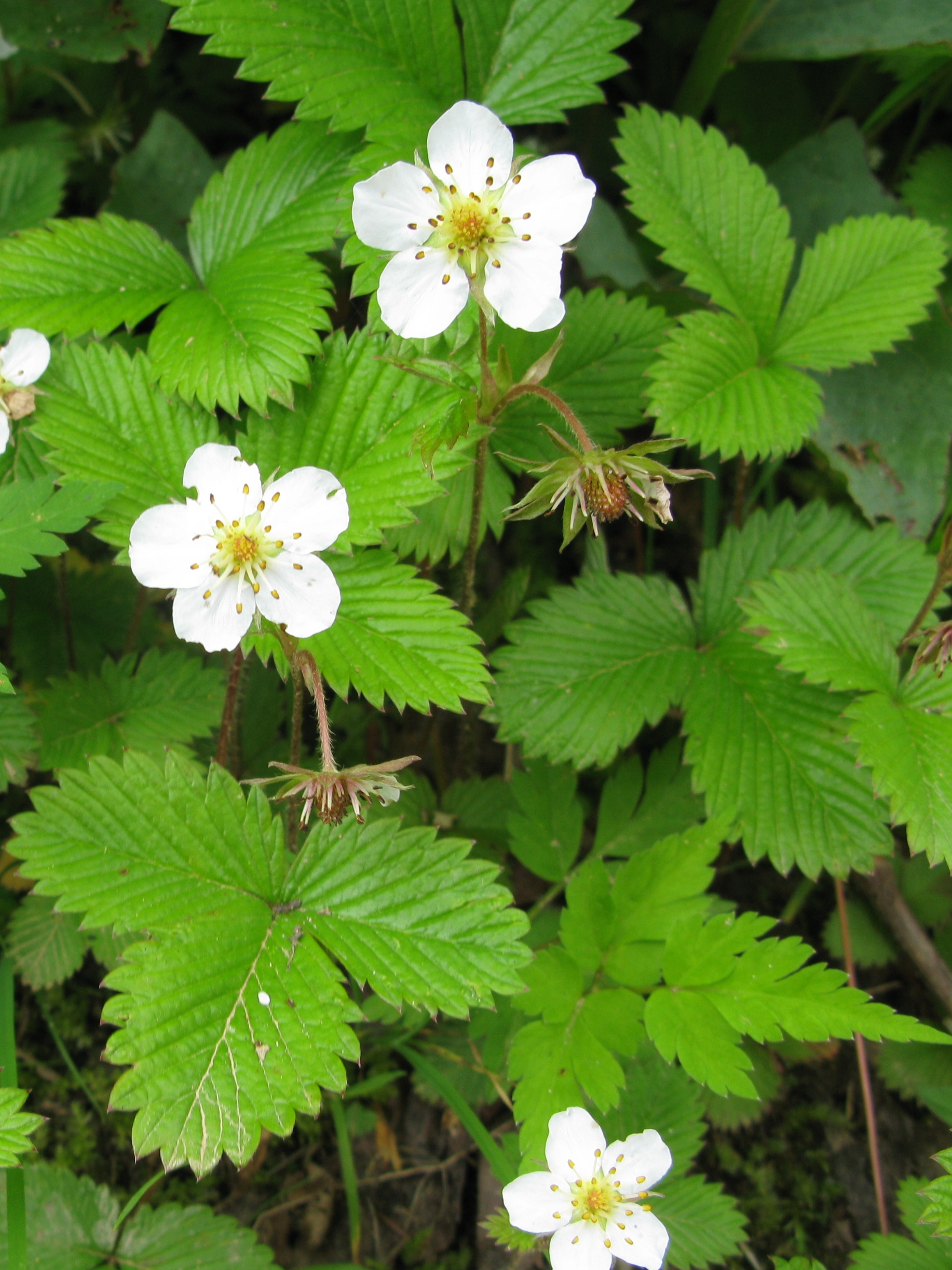
Le fraisier du Japon (Fragaria nipponica).
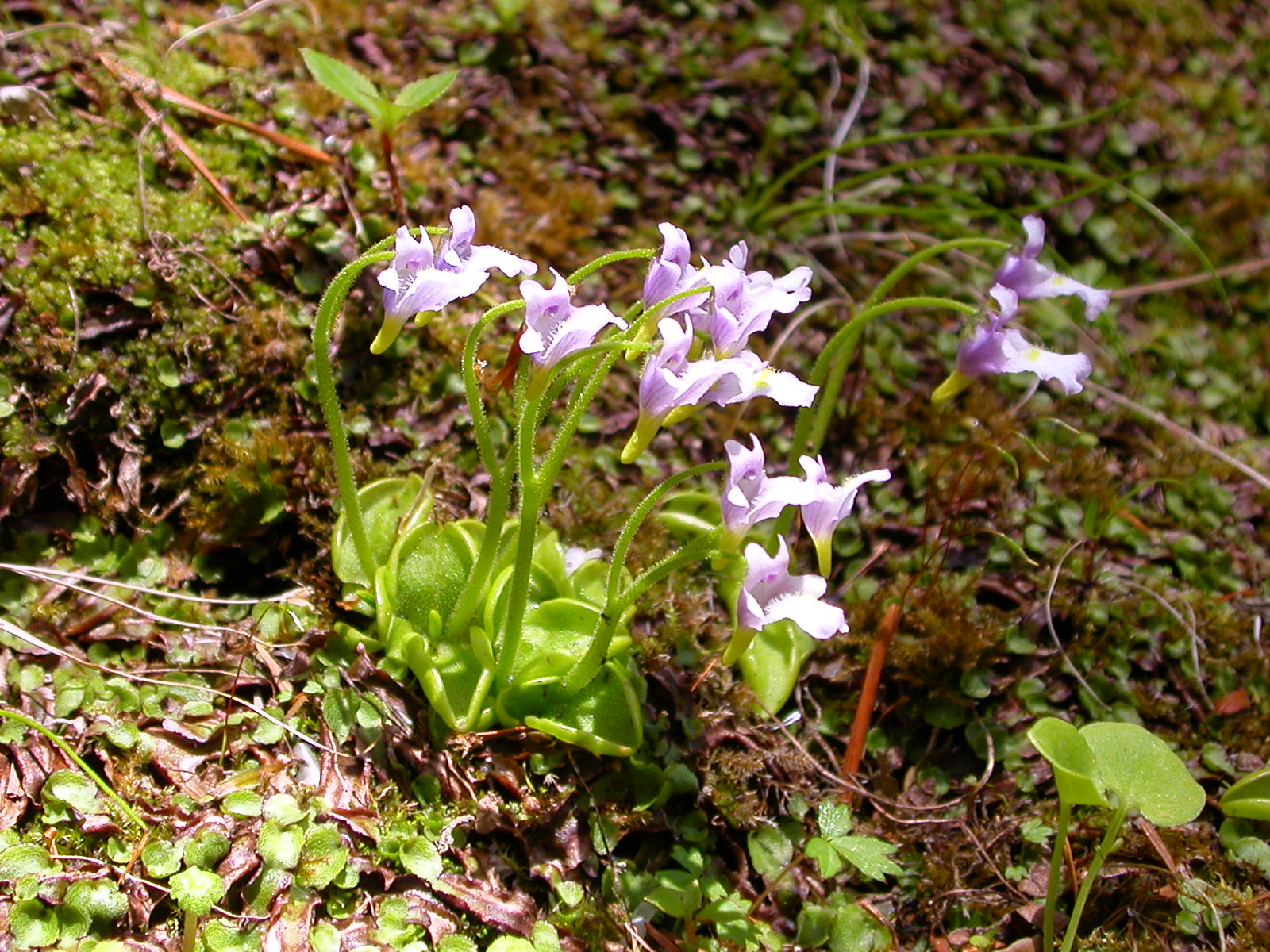
La grassette du Japon (Pinguicula ramosa).

## Histoire

### Histoire éruptive
L'activité volcanique des monts Nikkō débute il y a environ 560 000 ans par la formation des monts Nyohō et Akanagi, sur l'arc volcanique Nord-Est de l'île de Honshū,. Avec le mont Nikkō-Shirane, le mont Nantai est le plus récent édifice volcanique de ce groupe de volcans. Il prend place dans le Sud-Est des monts Nikkō, là où se tenait déjà le stratocône Tanze dont la formation, d'une durée d'environ 50 000 ans, a commencé il y a 100 000 ans. Ce dernier est, de nos jours, un sommet d'altitude 1 398 m recouvert de bouleaux d'Erman, au pied du versant sud-est du mont Nantai.

Le volcan Nantai, le lac Chūzenji et les chutes de Kegon.

Les premières études géologiques du mont Nantai commencent en 1957. Elles établissent qu'il y a environ 23 000 ans, le volcan Nantai émerge du sol de l'arc volcanique Nord-Est de l'île de Honshū par accumulation de coulées pyroclastiques successives,,. La plupart des volcans des monts Nikkō sont déjà formés — les monts Nyohō, Tarō, Ōmanago et Komanago notamment, —, et les rivières Yu et Daiya ne forment qu'un seul cours d'eau qui s'oriente vers le nord-est aux environs de l'actuel emplacement des chutes de Kegon. Des datations au 14C de fragments de bois brûlé extraits de dépôts de ponce, permettent, en 1979, de déterminer que cette première phase d'activité prend fin il y a 17 000 ans avec des éruptions particulièrement explosives dont les éjectas façonnent le relief environnant,,. Au cours de cette brève période de formation et d'activité volcanique, un volume total équivalent en « roche dense » (DRE) d'environ 17 km3 de roches magmatiques est expulsé du sous-sol vers la surface de la croûte terrestre. Les épanchements magmatiques du mont Nantai interrompent le cours de la rivière qui serpente au pied de sa face sud. L'eau qui s'accumule le long de ce barrage naturel forme les plateaux marécageux : Senjōgahara et Odashirogahara, et le lac Chūzenji qui, par débordement, à l'est, de la dépression basaltique qui le contient, donne naissance aux chutes de Kegon puis à la rivière Daiya,. Une section avale de la rivière Yu est transformée en cascade : les chutes Ryūzu, environ 1 km au nord-ouest du lac Chūzenji.

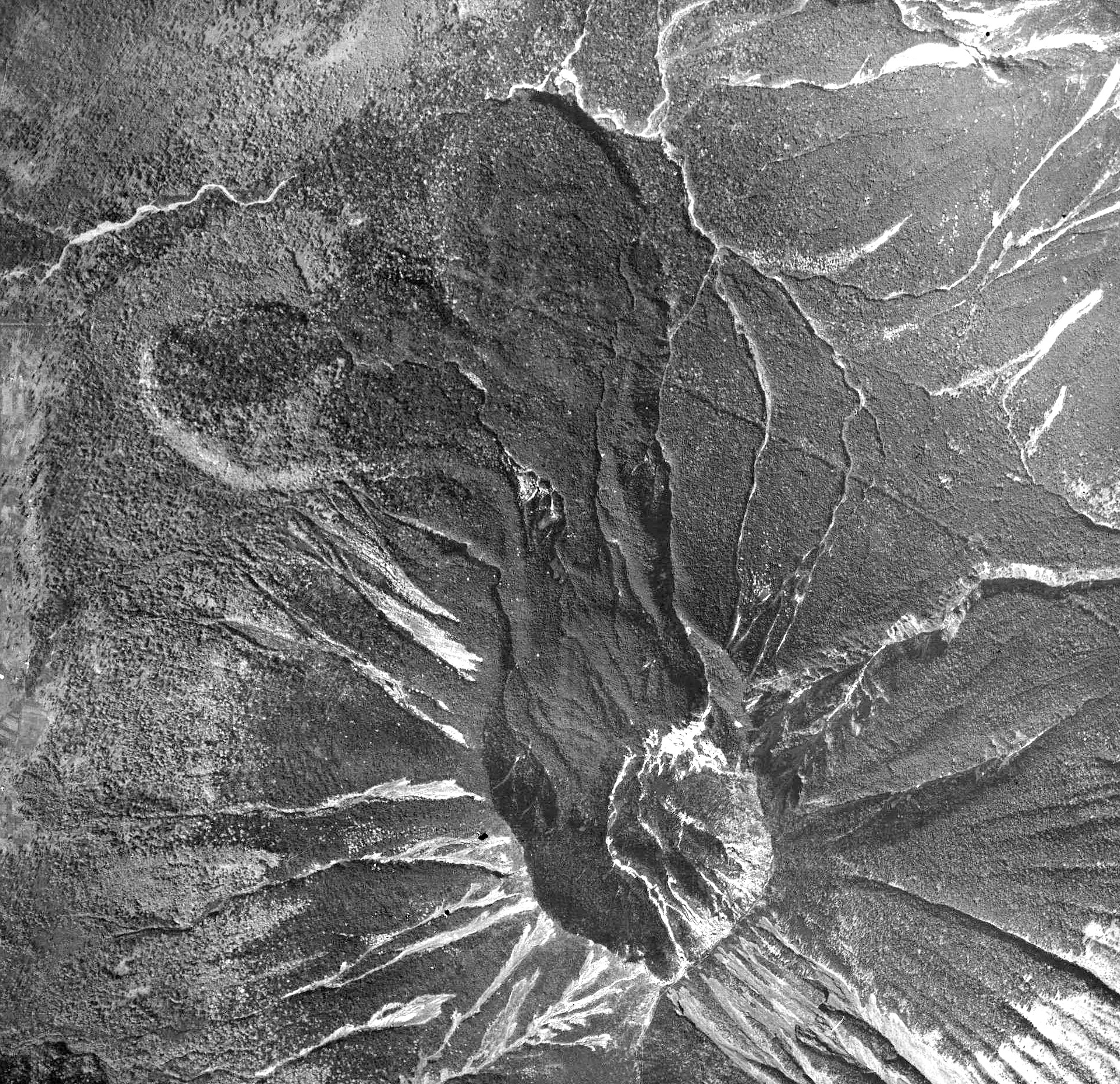
La coulée de lave Osawa.

Une étude stratigraphique et une datation au 14C de matériaux rocheux, récoltés au pied de l'édifice volcanique à la fin des années 2000, montrent qu'après une période de sommeil de 3 000 ans le mont Nantai est de nouveau entré en activité il y a 14 000 ans,. Au début de cette seconde phase d'activité éruptive, une importante coulée de lave (« coulée Osawa »), émise d'un cratère d'explosion formé sur le bord nord du sommet du volcan, se fige le long de la face nord-ouest du volcan, déformant son cratère sommital,,. Au bas du versant nord-est (« coulée pyroclastique Bentengawara, »), des pyroclastes datant d'il y a 12 000 ans, des tufs et des brèches volcaniques d'il y a 8 000 ans, et des téphras âgés d'environ 7 000 ans, révèlent des éruptions de type phréato-magmatique plus récentes,,. L'Agence météorologique du Japon, se conformant à des normes internationales depuis 2003, considère qu'un volcan est actif s'il est entré en éruption au cours de l'Holocène, soit depuis les 10 000 dernières années environ, ou s'il manifeste une activité géothermique importante, et classe ainsi le mont Nantai dans sa liste des volcans actifs du Japon depuis juin 2017,.

### Histoire humaine

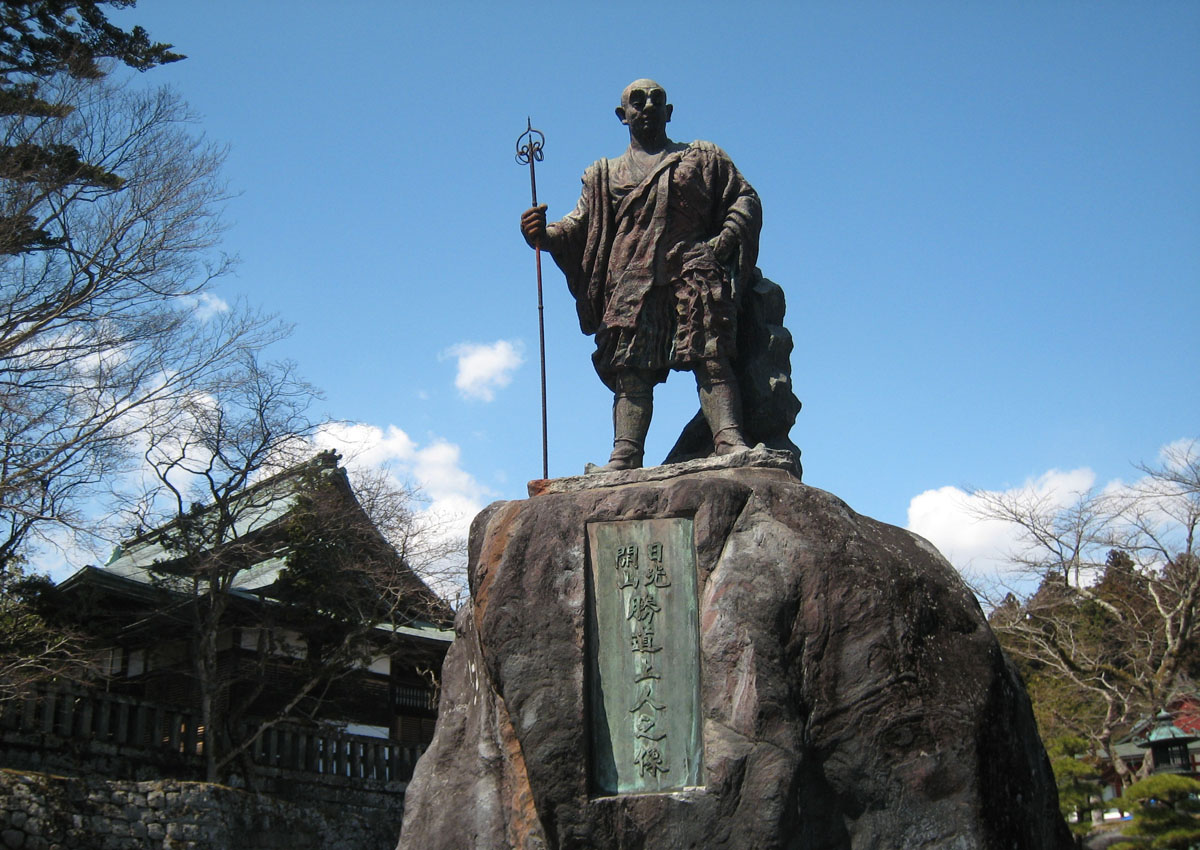
Statue de Shōdō Shōnin devant le Rinnō-ji à Nikkō.

Dans l'ancienne province de Shimotsuke, le volcan Nantai est, depuis des temps immémoriaux, un goshintai, la résidence d'une divinité vénérée par la population locale, suivant les croyances du shintō, religion autochtone, pour les cours d'eau qui naissent de ses pentes et alimentent en eau les rizières,. Dès les temps préhistoriques, des hommes parcourent ses forêts en quête de gibier, comme l'attestent des pierres taillées en forme de pointe de flèche exhumées du sol de ses pentes.
En 782, Shōdō Shōnin réussit l'ascension du mont Nantai, après deux tentatives infructueuses,. La révérence des villageois du voisinage à l'égard de l'esprit divin de la montagne leur interdisait d'envisager de pénétrer dans son domaine, considéré comme sacré. L'exploit de l'ascète montagnard heurtait leurs croyances. Il fut cependant reconnu comme tel, car motivé par une foi étrangère à la leur. Kūkai rapporte, dans l'un de ses ouvrages (Shōryō-shū), que le moine Shōdō, partant de la rive gauche de la rivière Daiya, échoua à atteindre le sommet de la montagne en avril 767 et avril 781 à cause du mauvais temps et de la configuration rocheuse des pentes du volcan,. Selon lui, la conquête du mont Nantai en avril 782 fut réalisée à partir du lac Chūzenji, en plus de deux jours, après sept jours de prières et d'invocations des dieux protecteurs.
Après son succès, Shōdō construit près du sommet de la montagne un sanctuaire auxiliaire du Futarasan-jinja et, en 784, le temple Jingū sur la rive nord du lac Chūzenji. Ainsi, le mont Nantai, objet de culte du shintō, devient aussi un lieu sacré du bouddhisme. Une forme originale de syncrétisme religieux mêlant philosophie bouddhique et spiritualité shintō émerge : le Nikkōsan shinkō,,, ou la « foi dans les montagnes de Nikkō ».

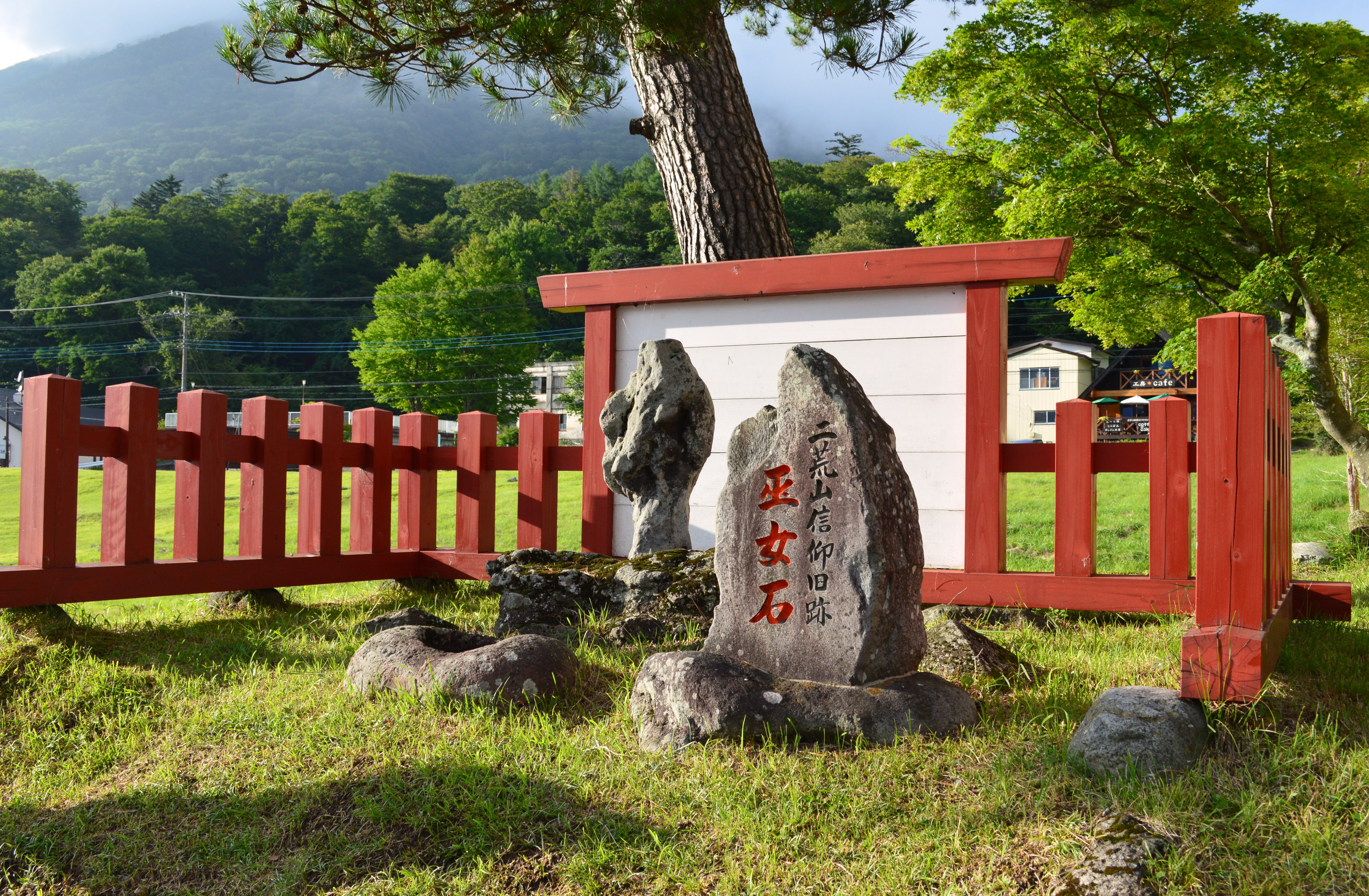
La, du sanctuaire Futarasan Chūgū-shi.

Le shintoïsme, tout comme le bouddhisme, impose des interdits en rapport avec tout ce qui touche au sang. Les femmes, par exemple, du fait de la menstruation, sont considérées comme impures. En conséquence, elles sont exclues des lieux saints des deux religions, en particulier des montagnes comme le mont Nantai. Une légende locale raconte qu'un jour une miko, jeune femme gardienne d'un sanctuaire shintoïste, brava l'interdiction. Considérant qu'étant au service des dieux de la montagne elle n'avait pas à craindre leur colère, elle se travestit en jeune garçon et entreprit l'ascension du volcan. Mais à peine était-elle entrée dans le périmètre sacré du Futarasan Chūgū-shi, sanctuaire intermédiaire du Futarasan-jinja au bord du lac Chūzenji, qu'elle fut changée en pierre. Cette dernière est exposée non loin du lac Chūzenji, à quelques mètres du grand torii qui marque l'entrée du domaine du sanctuaire.
À la fin de l'époque d'Edo (1603 – 1868), les autorités religieuses, soucieuses d'attirer davantage de croyants aux temples et sanctuaires, commencent à envisager la levée de l'interdiction faite aux femmes d'escalader les montagnes sacrées afin de favoriser leur visite des lieux saints construits au pied des montagnes ou sur leurs pentes. En mars 1872, dans le cadre de la loi de séparation du shintō et du bouddhisme, le gouvernement de Meiji lève par ordonnance l'interdiction dans tout le pays,. Ce n'est cependant qu'à partir de 1878 que les premières grimpeuses font leur apparition sur les pentes du volcan sacré. Le 11 août 2016, à l'occasion des 1 250 ans de la fondation de Nikkō par Shōdō Shōnin, et de l'entrée en vigueur du nouveau jour férié du calendrier japonais : yama no hi (le « jour de la montagne »), les prêtres du sanctuaire Futaransa organisent une journée spéciale d'ascension du volcan à destination des femmes. Ils prévoient la venue de 200 participantes ; quelque 370 représentantes de la gent féminine, âgées de 13 à 72 ans, répondent à l'invitation,.
À l'issue de la Seconde Guerre mondiale, le Japon devient un territoire occupé par les vainqueurs du conflit. Début décembre 1945, dans le cadre de sa politique de démocratisation du pays, l'administration du Commandement suprême des forces alliées, qui s'applique à effacer des tables de la loi le shintoïsme d'État prévalant depuis l'ère Meiji (1868 - 1912), publie la « directive shinto », un acte législatif qui met notamment fin à la tutelle gouvernementale sur les lieux de culte du shintoïsme. En août 1948, en particulier, des représentants du ministère du Trésor et du ministère de l'Agriculture et des Forêts, réunis à Nikkō pour décider du sort des montagnes sacrées, transfèrent officiellement le titre de propriété du mont Nantai de l'État au sanctuaire Futarasan.
La diffusion auprès du grand public de la liste des « 100 montagnes célèbres du Japon », à partir de la fin des années 1960, et l'essor du tourisme national au début des années 1980, entraînent l'augmentation non seulement du nombre de pèlerins mais surtout de touristes sur les pentes du mont Nantai.

### Fouilles archéologiques

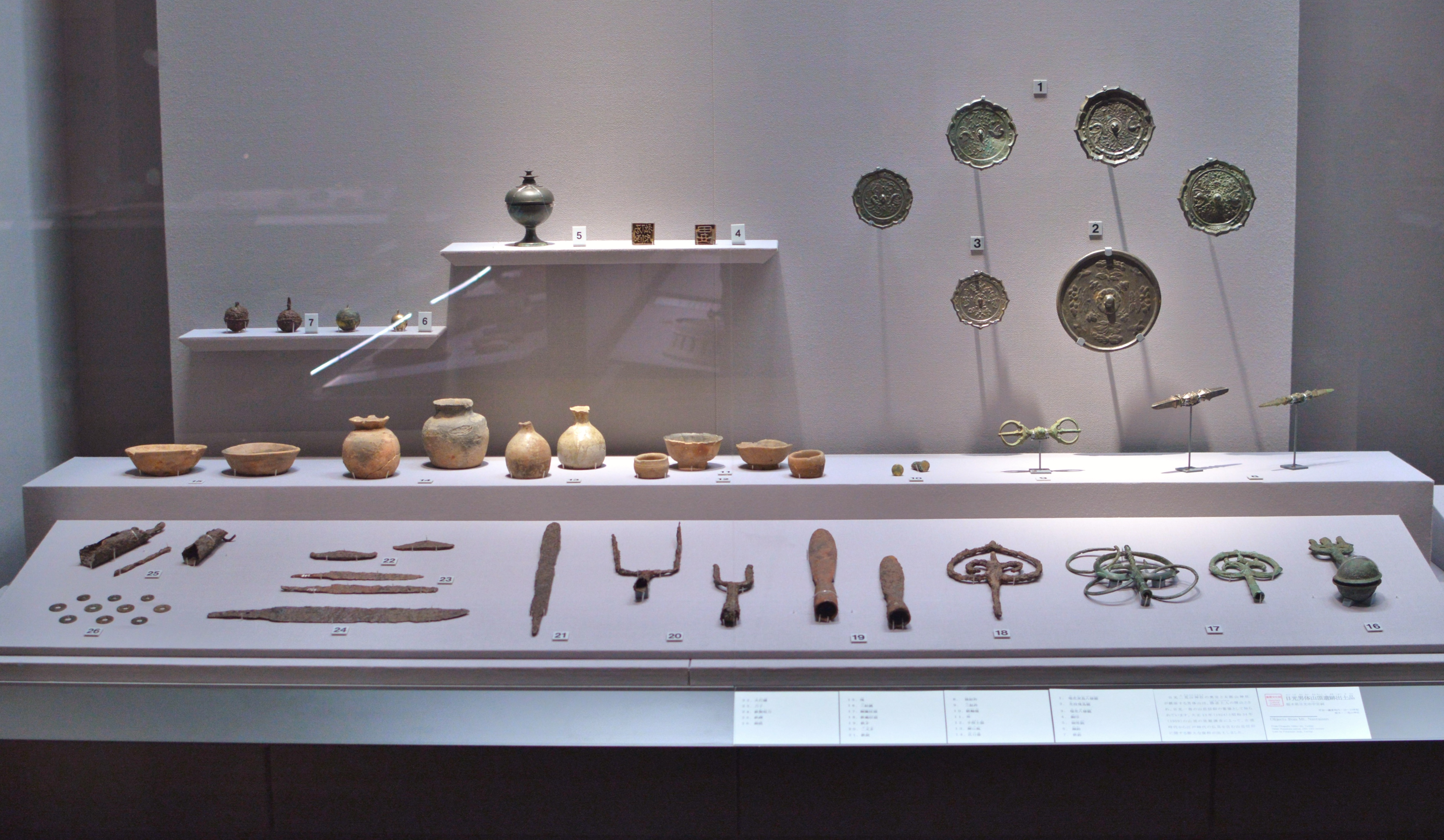
Futarasan Chūgū-shi : artéfacts extraits du sol de la cime du mont Nantai.

En 1877, le naturaliste américain Edward Sylvester Morse effectue l'ascension du mont Nantai. Au sommet, il remarque la présence de nombreuses lames de sabres brisées et rouillées,. À la suite de ces observations, des fouilles du sol du sommet de la montagne exhument de nombreuses offrandes votives dont des miroirs en cuivre typiques d'un artisanat d'avant l'époque de Heian (794 – 1185), ce qui ouvre la possibilité que des hommes aient atteint le sommet de la montagne avant le moine Shōdō,.
En 1924 et 1959, de nouvelles fouilles archéologiques mettent au jour des milliers d'artéfacts : des pièces de monnaie, des sabres japonais, des armures, des outils agricoles, des poteries, de sceaux, du mobilier funéraire, des objets religieux comme des miroirs et des cloches en bronze, etc., datant pour la plupart de la fin de l'époque de Nara (710 – 794) et de l'époque d'Edo,,,. Tous ces vestiges sont conservés dans le Futarasan Chūgū-shi et, depuis 1962, dans un musée dédié, bâtiment annexe du sanctuaire,,. Parmi les œuvres déterrées au sommet du volcan Nantai, un kodachi signé Rai Kunitoshi (époque Kamakura), et un ōdachi de 1366,, œuvre du maître forgeron Bishū Osafune Tomomitsu, sont classés trésors nationaux depuis le début des années 1950, par l'agence pour les Affaires culturelles. En outre, plusieurs autres sabres, datant des époques de Heian et de Kamakura (1185 – 1333), sont répertoriés, depuis 1976, comme biens culturels importants du Japon,.
Des artéfacts similaires ont été extraits du sol du sommet des monts Tarō, Nyohō, et, dans une moindre mesure, de la cime des volcans Ōmanago et Komanago,. Le mobilier archéologique découvert comprend, entre autres, des uchigatana, de vieilles pièces de monnaie, des cloches cérémonielles, des idoles bouddhiques en pierre, des miroirs de différents styles, des porcelaines chinoises, et des terres cuites. Les objets les plus anciens remontent à la période Kofun (environ 250 - 538).
La découverte, à son sommet, d'objets du culte bouddhique plus anciens que sa conquête par le moine Shōdō, incite des archéologues comme Tadashi Saitō (ja) (1908 - 2013), qui a dirigé les fouilles de 1959, à proposer l'hypothèse que des bouddhistes ont atteint la cime du mont Nantai avant le fondateur de la cité de Nikkō. L'archéologue Shinpei Ōwaku (1923 - ) met, de plus, en avant le fait établi que les hommes qui peuplaient Honshū durant la période Kofun pratiquaient des rituels funéraires tout en haut des montagnes comme l'attestent les vestiges trouvés au sommet d'autres volcans voisins et dans d'autres régions du pays.

## Activités

### Randonnée

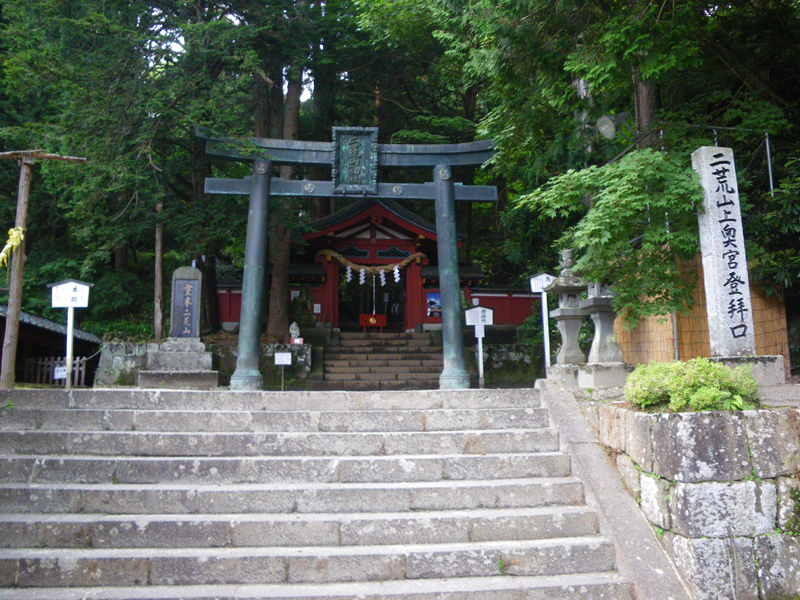
Entrée du sentier de randonnée dans l'enceinte du Futarasan-jinja.

Un sentier de randonnée d'environ 6 km de long et 1 200 m de dénivelé mène jusqu'au sommet par la face sud du volcan depuis l'enceinte du sanctuaire Futarasan au bord du lac Chūzenji. Son entrée est marquée par une porte : Tohai-mon, au-delà d'un torii signifiant le caractère sacré du volcan ; un escalier en pierre matérialise ses premiers mètres, neuf bornes en pierre et quelques torii marquent son tracé.

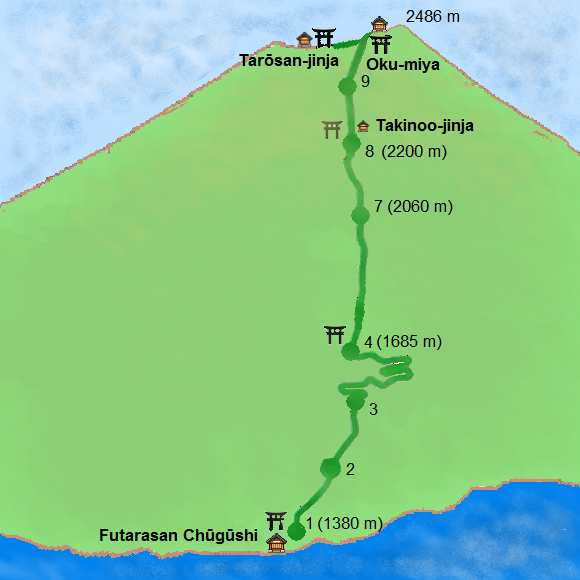
Principal sentier de randonnée du mont Nantai.

À l'altitude de 1 560 m, le chemin de randonnée est coupé par une route forestière, juste avant la quatrième borne.
Ce parcours de montagne est particulièrement rocheux ; chaque année les secours doivent intervenir pour évacuer des grimpeurs en difficulté.
Tous les ans, une première cérémonie religieuse publique marque l'ouverture du sentier, début mai, et une seconde, fin octobre, sa fermeture,.
L'ascension par la face nord, voie moins populaire que celle ouverte sur le versant opposé, est possible grâce à un chemin forestier étendu sur environ 4,5 km. Son point de départ est une aire de stationnement située au col Shizu (1 785 m) : le lieu-dit Shizunokkoshi. Il est accessible, par voie routière, depuis le lieu-dit Sanbonmatsu, une aire de repos sur la route nationale 120, à l'ouest de Senjōgahara,. Les derniers hectomètres du parcours se déploient sur le bord oriental du cratère du sommet. Pendant la période hivernale, de novembre à fin avril, le sommet du volcan Nantai n'est accessible que par la voie nord.
En 2012, 32 000 personnes ont effectué l'ascension du mont Nantai, soit une augmentation de 18,5 % par rapport à 2011. La fréquentation des pentes du volcan retrouve son niveau de 2007 (30 000 visiteurs) après l'impact négatif du séisme de mars 2011. En 2015, environ 35 000 grimpeurs ont entrepris d'atteindre le sommet de la montagne sacrée.

### Gestion des risques naturels
La prévention des risques éruptifs est assurée, sur tout le territoire japonais, par le Comité de coordination pour la prévention des éruptions volcaniques dépendant de l'Agence météorologique japonaise (AMJ) en ce qui concerne la prévision et le suivi sismique des évènements, le cabinet du Premier ministre en ce qui concerne la mise en place d'un plan d'évacuation et le ministère du Territoire, des Infrastructures, des Transports et du Tourisme (MTITT) pour la protection contre les risques de glissement de terrain.
Le mont Nantai, comme tous les volcans des monts Nikkō, est constitué de roches instables d'origine volcanique dont l'érosion par les intempéries provoque de fréquents glissements de terrain. L'Ōnagi de son versant sud-est, par exemple, est apparu en 1683, sous l'effet d'un tremblement de terre et de l'action érosive de l'eau de pluie. Le 28 septembre 1902, le passage du typhon Ashio sur la région de Kantō donne naissance à des pluies torrentielles qui provoquent une crue de la rivière Daiya qui emporte le Shinkyō, un pont en bois laqué du centre-ville — un symbole historique de Nikkō —, et des écroulements sur les versants sud et sud-ouest du mont Nantai. Les avalanches rocheuses subséquentes font 4 victimes sur les berges du lac Chūzenji, endommagent une école et, dans l'enceinte du Futarasan Chūgūshi, le temple Chūzen dont l'idole sacrée, une statue en bois de Jūichimen Kanzeon Bosatsu — Avalokiteśvara aux 11 visages et 1 000 bras —, est emportée jusque dans le lac.
Après le séisme de 2011 de la côte Pacifique du Tōhoku, dont l'épicentre se situe dans l'océan Pacifique, à 130 km à l'est de Sendai (préfecture de Miyagi), ville située à environ 200 km au nord-est de Nikkō, le torii en granite du sommet du mont Nantai, en place depuis 1975, a été retrouvé brisé au sol. En 2012, il a été remplacé par un torii en bois de cyprès du Japon, à l'occasion des célébrations de la première ascension du mont Nantai par Shōdō Shōnin, 1 230 ans plus tôt,,.

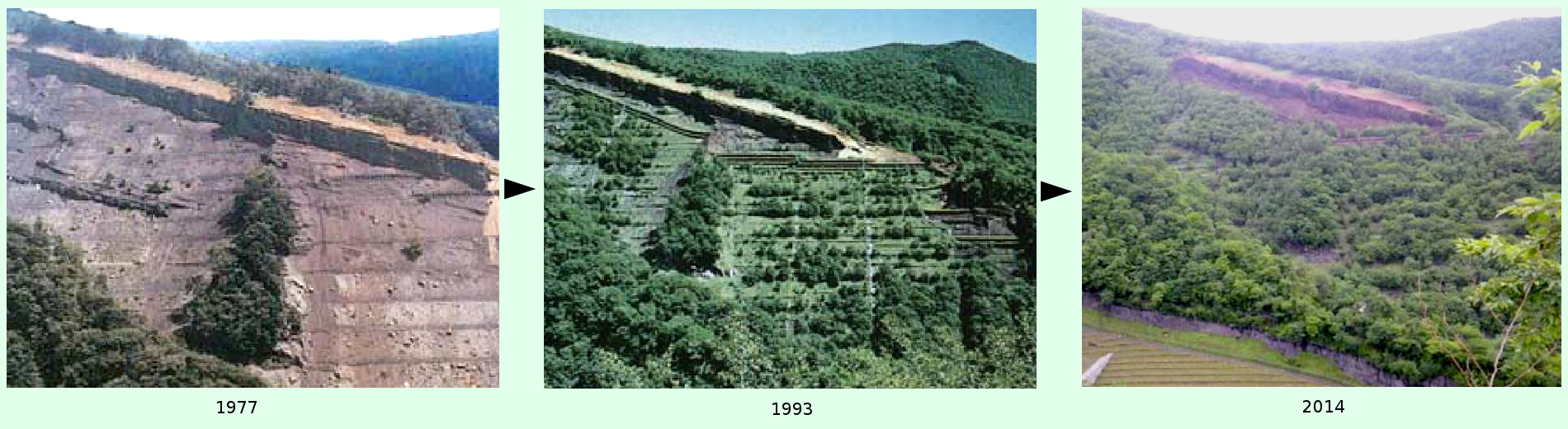
Travaux d'afforestation sur un versant de l'Ōnagi, ravin de la face sud-est du mont Nantai.

Le bureau de contrôle de l'érosion de la ville de Nikkō, une antenne locale du MTITT, a construit et entretient à flanc de montagne des murs de soutènement conçus pour contrôler les flux de matières minérales produites par l'érosion des pentes du mont Nantai sous l'effet des pluies annuelles abondantes, de la fonte des neiges ou, plus rarement, de l'activité sismique souterraine. Ces travaux de géotechnique doivent assurer la protection des personnes et des biens, et permettre le reboisement de la montagne.

### Festival d'été
Chaque année, du 31 juillet au 8 août, se tient, au bord du lac Chūzenji et dans l'enceinte du sanctuaire Futarasan Chūgū-shi, un festival traditionnel : Nantaisan Tohai-sai (男体山登拝祭, litt. « rituel d'ascension du mont Nantai »).
Le premier jour, au bord du lac Chūzenji, un feu d'artifice est tiré, des yatai, stands ambulants proposant des mets typiques de la cuisine japonaise (yakitori, takoyaki, kakigōri, etc.) ou des jeux pour enfants, s'accumulent autour du sanctuaire ; des cérémonies religieuses sont organisées et, chaque soir, après minuit, a lieu une ascension de nuit du mont Nantai conduite par des prêtres shintō et des yamabushi,. Ce dernier événement du festival, connu autrefois comme pratique du shugendō sous les noms de Nantaisan Zenshō et Tanabata Zenshō,, se perpétue depuis la fin du VIIIe siècle. De nuit, sur le sentier du versant sud qui mène tout en haut du volcan, éclairé par endroits par des torches ou des lanternes, des centaines de simples grimpeurs et de pèlerins munis de lampes torches se pressent ; il s'agit d'arriver au sommet avant l'aurore pour pouvoir prononcer quelques vœux au moment où le soleil se lève au-dessus de l'horizon et rejoint la lune dans le ciel matinal. Chaque jour que dure le festival, dans l'enceinte du sanctuaire, le départ de l'ascension est donné à minuit au son des taiko et des horagai.

Nantaisan Tohai-sai
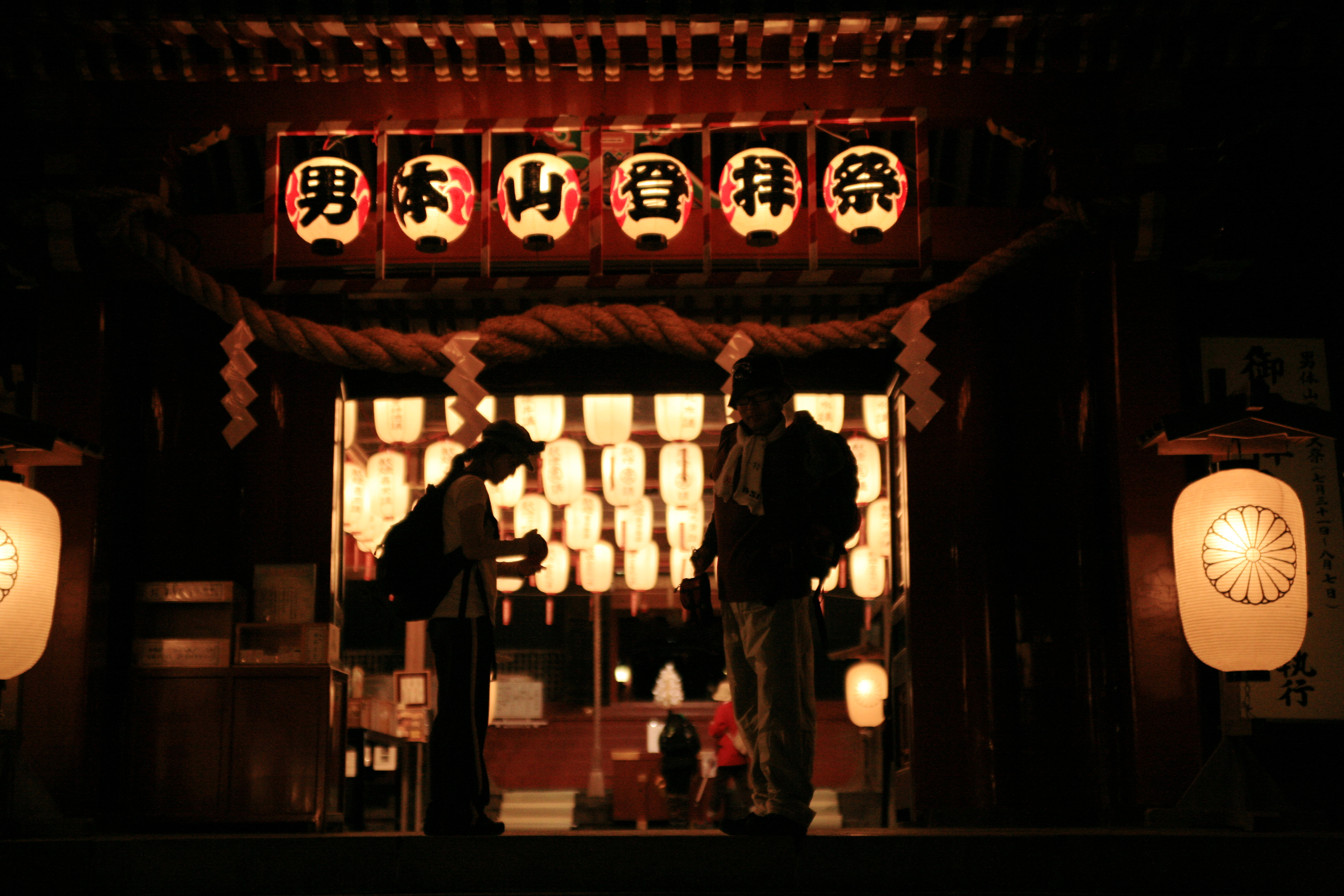
Futarasan-jinja : grimpeurs prêts pour l'ascension de nuit.
- Cérémonie de départ de l'ascension de nuit.
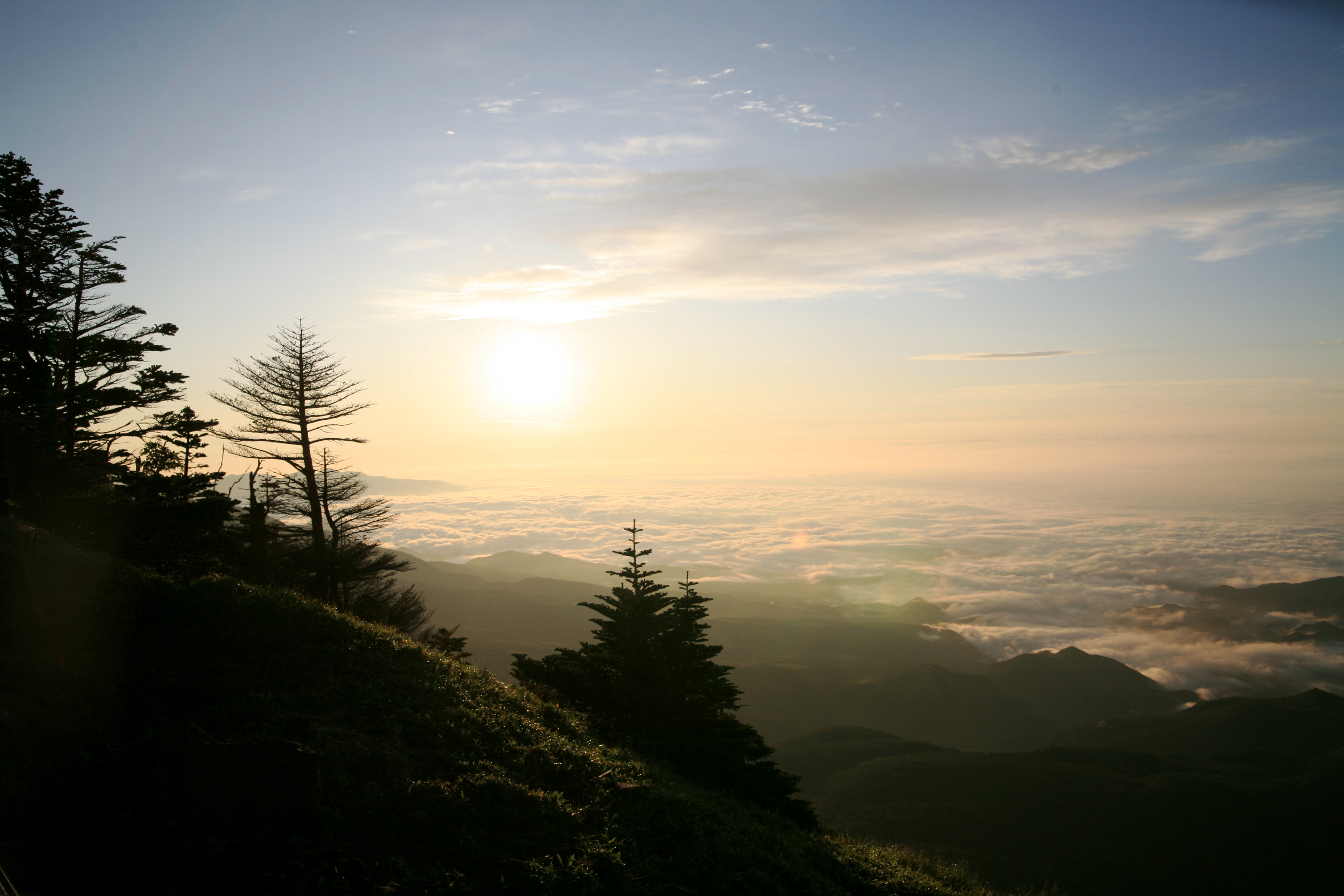
Lever de soleil au sommet du mont Nantai

## Dans la culture populaire

### Symbolisme religieux

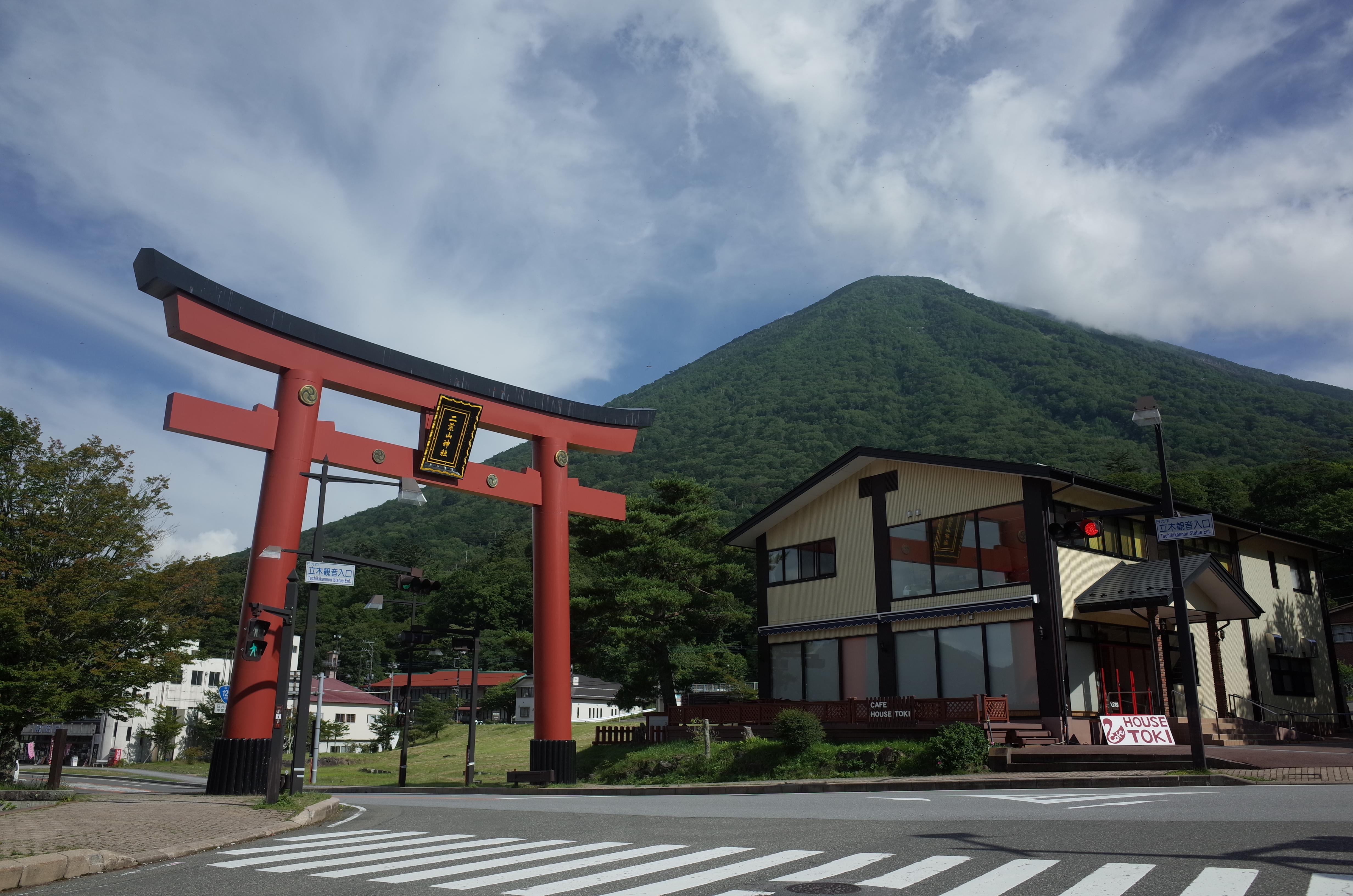
Torii du sanctuaire Futarasan au pied du mont Nantai.

Le territoire formé par les environs du lac Chūzenji, le cours de la rivière Daiya, les monts Nantai, Tarō, Nyohō, Ōmanago et Komanago est une terre sacrée du shintoïsme, pour qui les montagnes incarnent des divinités, et du bouddhisme qui trouve là une incarnation de la Terre pure de Kannon depuis le pèlerinage du moine Shōdō Shōnin dans la région. Et les trois montagnes vénérées par Shōdō Shōnin et ses disciples sont collectivement désignées sous le nom Nikkō-san, un terme générique pour désigner le massif montagneux formé par les trois volcans et ses environs,. Les trois sommets sont à la fois les demeures de divinités du shintō et de manifestations de bouddhas (gongen). Ces derniers, collectivement nommés Nikkōsanzan, ou Nikkōsanja gongen,, et représentés par Futarasan Ōkami ou Futarasan-daijin,, sont honorés au sanctuaire Futarasan, tandis que les trois bouddhas sont les idoles révérées au temple Rinnō. Considéré seul, le volcan Nantai serait la demeure d'Ōkuninushi, dieu shintō de la médecine et des affaires, et avatar de Senju Kannon, la déesse bouddhique de la miséricorde, dotée de mille bras.
Le sentier de randonnée qui mène au sommet du volcan depuis l'enceinte du sanctuaire Futarasan Chūgū-shi est avant tout un chemin sacré et historique de pèlerinage comme le rappellent les torii placés tout le long du parcours d'ascension. Dès la première station, un yōhaisho, structure en bois ouverte abritant un autel, permet aux pèlerins de prier les dieux de la montagne de leur accorder leur protection tout au long de l'ascension. Les cérémonies d'ouverture, et de fermeture, de l'accès au sentier se déroulent en ce lieu sous la direction d'un prêtre shintō.
Quelques mètres plus haut, à la hauteur de la stèle marquant la deuxième station, se dresse, sous un abri en bois, une statuette en pierre représentant Daikokuten, l'une des sept Divinités du Bonheur. Selon une légende locale, ce dernier serait apparu au moine Shōdō, sur les bords du lac Chūzenji, lors de ses tentatives pour atteindre le sommet de la montagne à la fin du VIIIe siècle.
À environ 2 200 m d'altitude, la borne annonçant la huitième station signale aussi un hokora installé sous un rocher. Ce sanctuaire miniature, auxiliaire du Takinoo-jinja situé dans le centre-ville de Nikkō, rappelle la connexion spirituelle du mont Nantai avec le mont Nyohō voisin. De même, au bord du cratère du sommet, le petit sanctuaire Tarōsan symbolise le lien qui unit le volcan au mont Tarō.
Au sommet de la montagne, l'oku-miya, but final de tout pèlerinage au mont Nantai, honore la montagne elle-même, comme goshintai. Ce lieu saint, annexe du sanctuaire Futarasan, est une modeste structure en bois construite en 782 par Shōdō Shōnin. Non loin de là, une statue de bronze représente Futarasan Ōkami, une image sainte réunissant, en une seule forme, les trois divinités vénérées aux trois sanctuaires qui composent le complexe religieux Futarasan-jinja. Le katana de la divinité, enchâssé dans une roche, marque le point culminant du volcan et une pierre sacrée de forme ovale : taimen ishi, indique le point précis où Shōdō Shōnin a rencontré les dieux.
Un bonshō, cloche de bronze propre aux temples bouddhiques, rappelle la nature syncrétique du shugendō dont le moine Shōdō est une figure iconique.

Repères religieux et historiques du mont Nantai
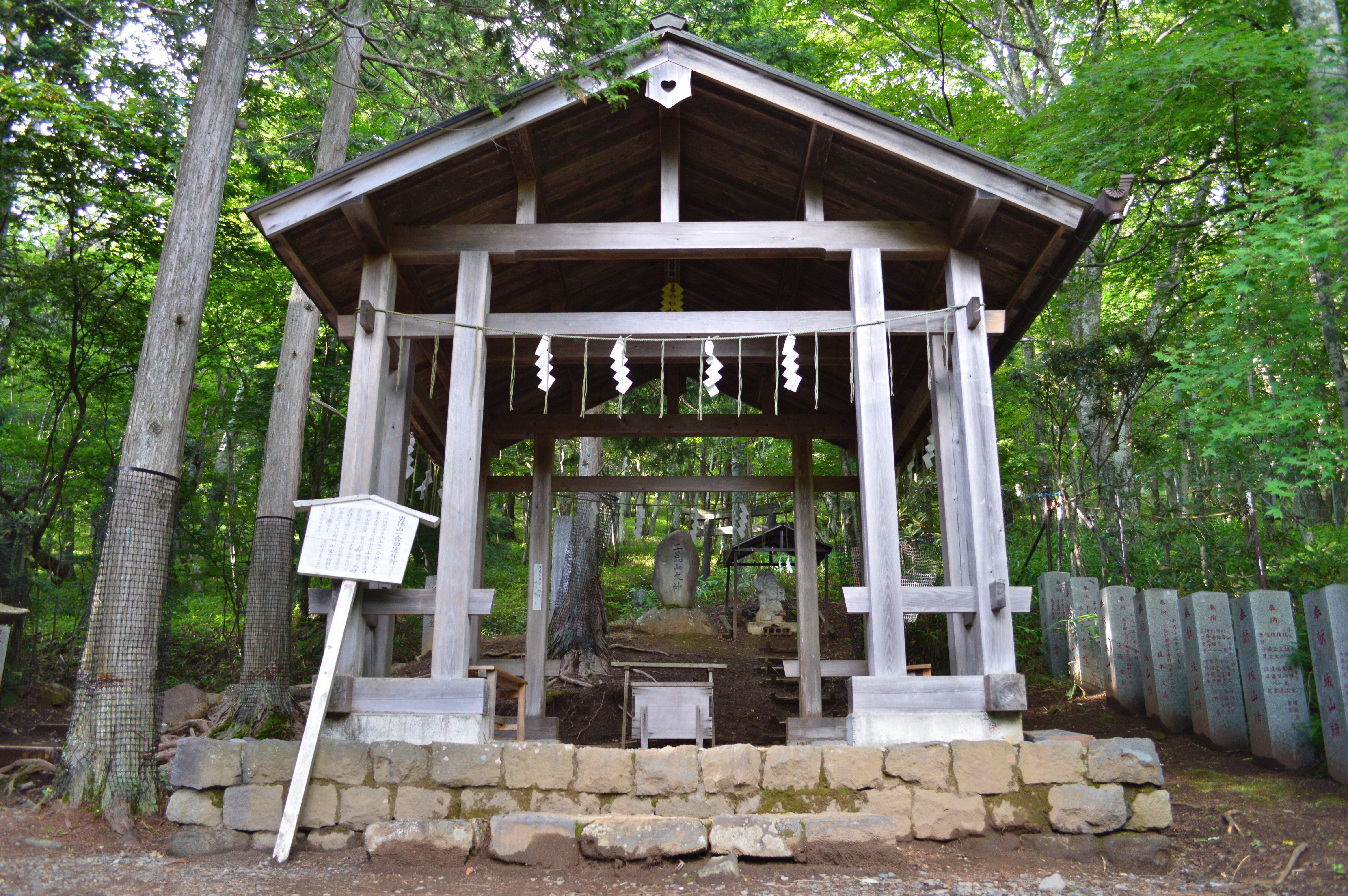
Yōhaisho.
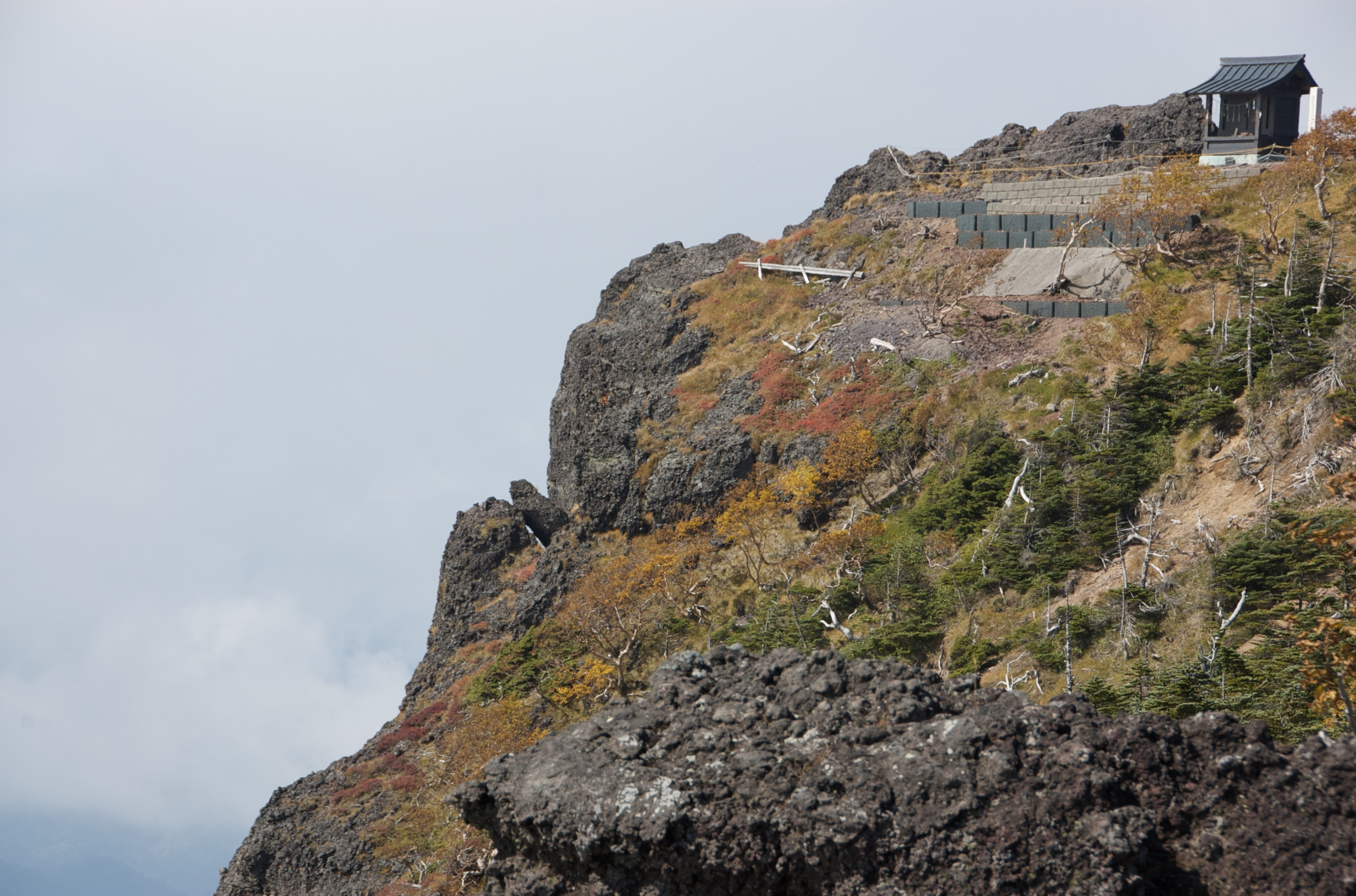
Tarōsan-jinja au sommet du mont Nantai.
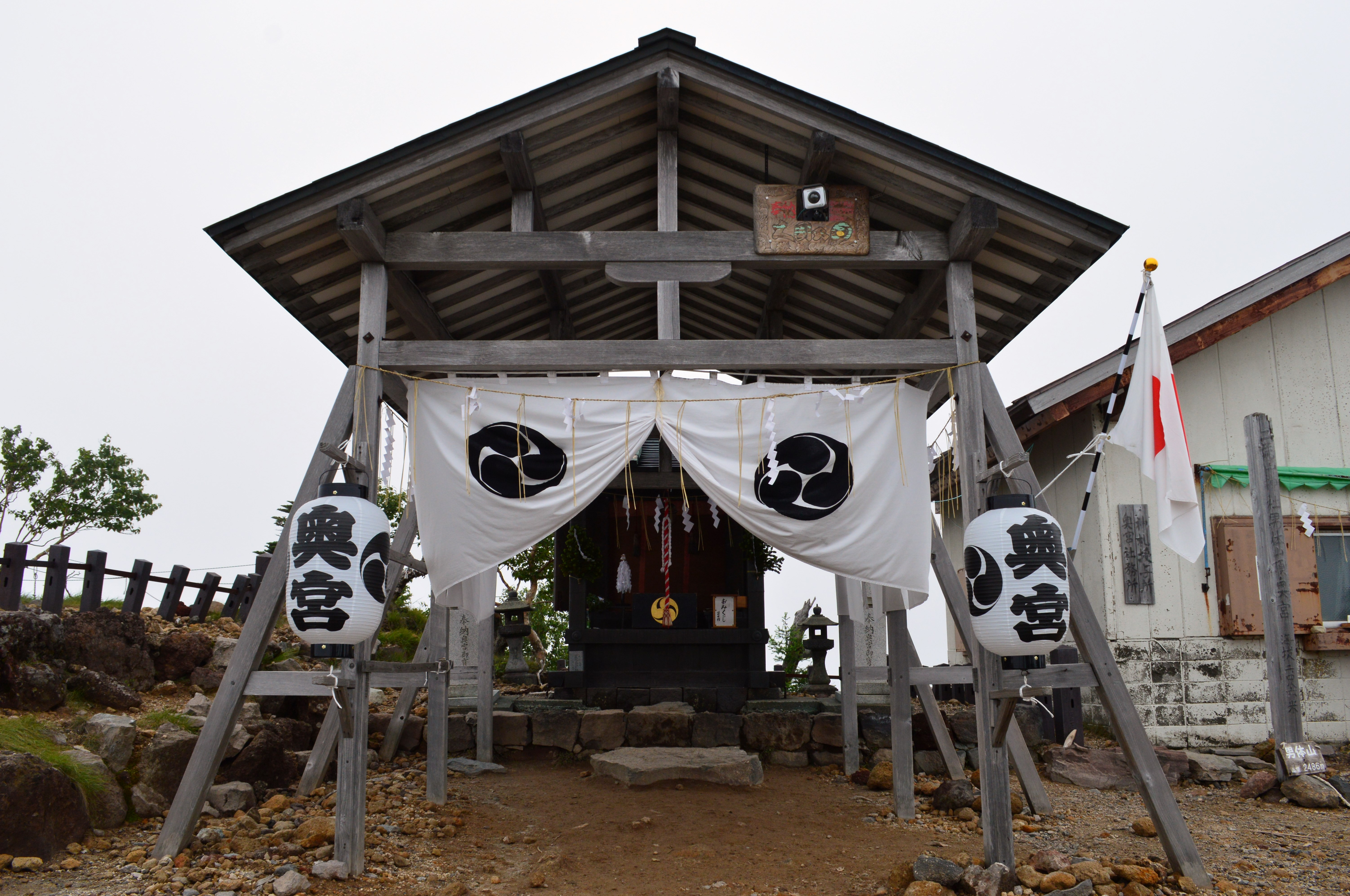
Oku-miya au sommet du mont Nantai.
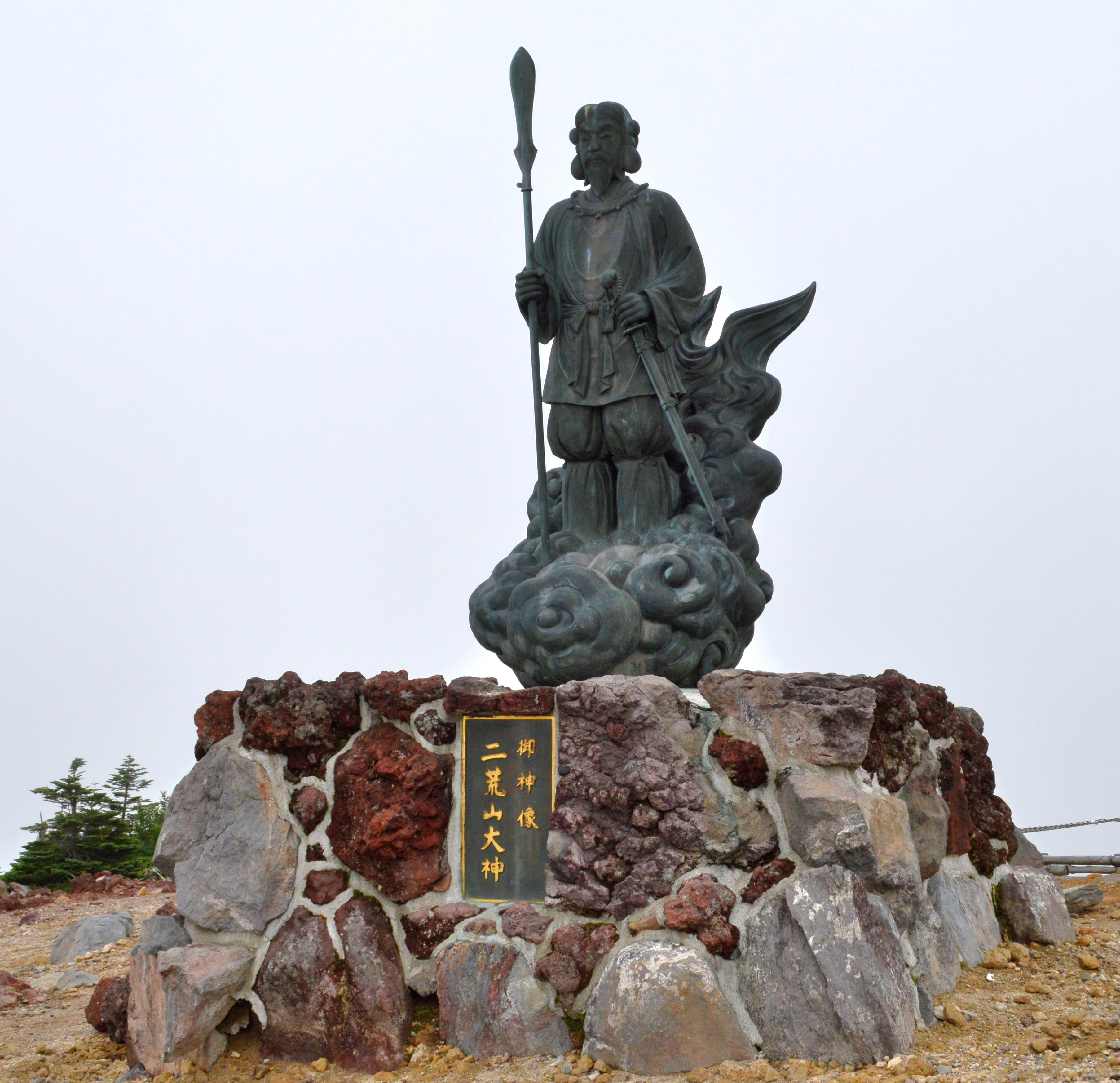
Statue en bronze de Futarasan Ōkami.
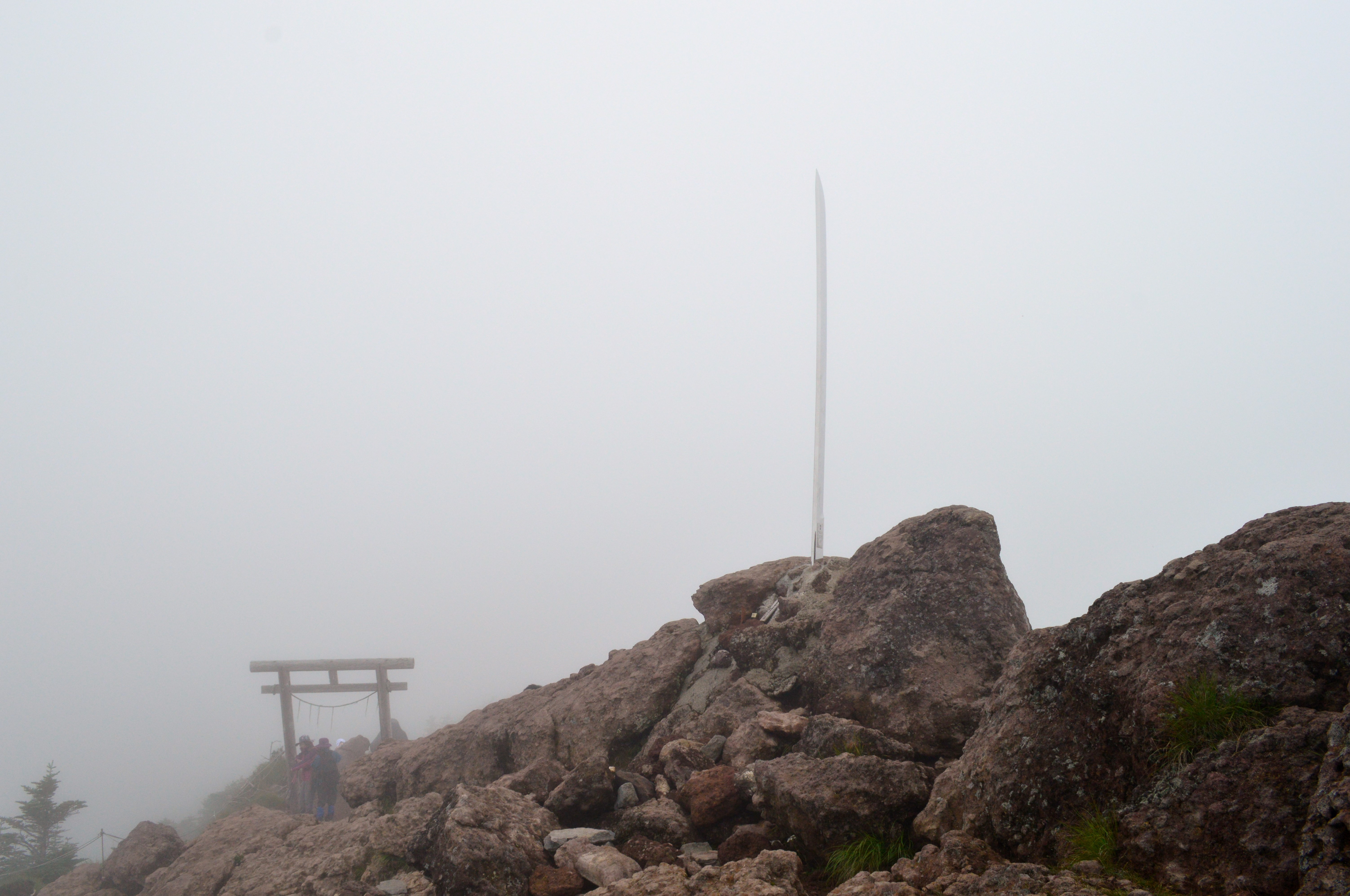
Le sabre divin de Futarasan Ōkami au sommet du mont Nantai.

### Représentations artistiques
Du fait de son profil montagneux symétrique, à l'image du mont Fuji, de son statut de lieu saint du bouddhisme et du shintoïsme, et de sa proximité avec le lac Chūzenji, le mont Nantai, vu du bord du lac Chūzenji, est devenu un paysage d'inspiration pour les artistes. Il apparaît dans de nombreuses représentations picturales comme des estampes ukiyoe, des cartes postales et des timbres.
Vers 1895, T. Enami fait une photographie en stéréoscopie du mont Nantai depuis Utagahama.

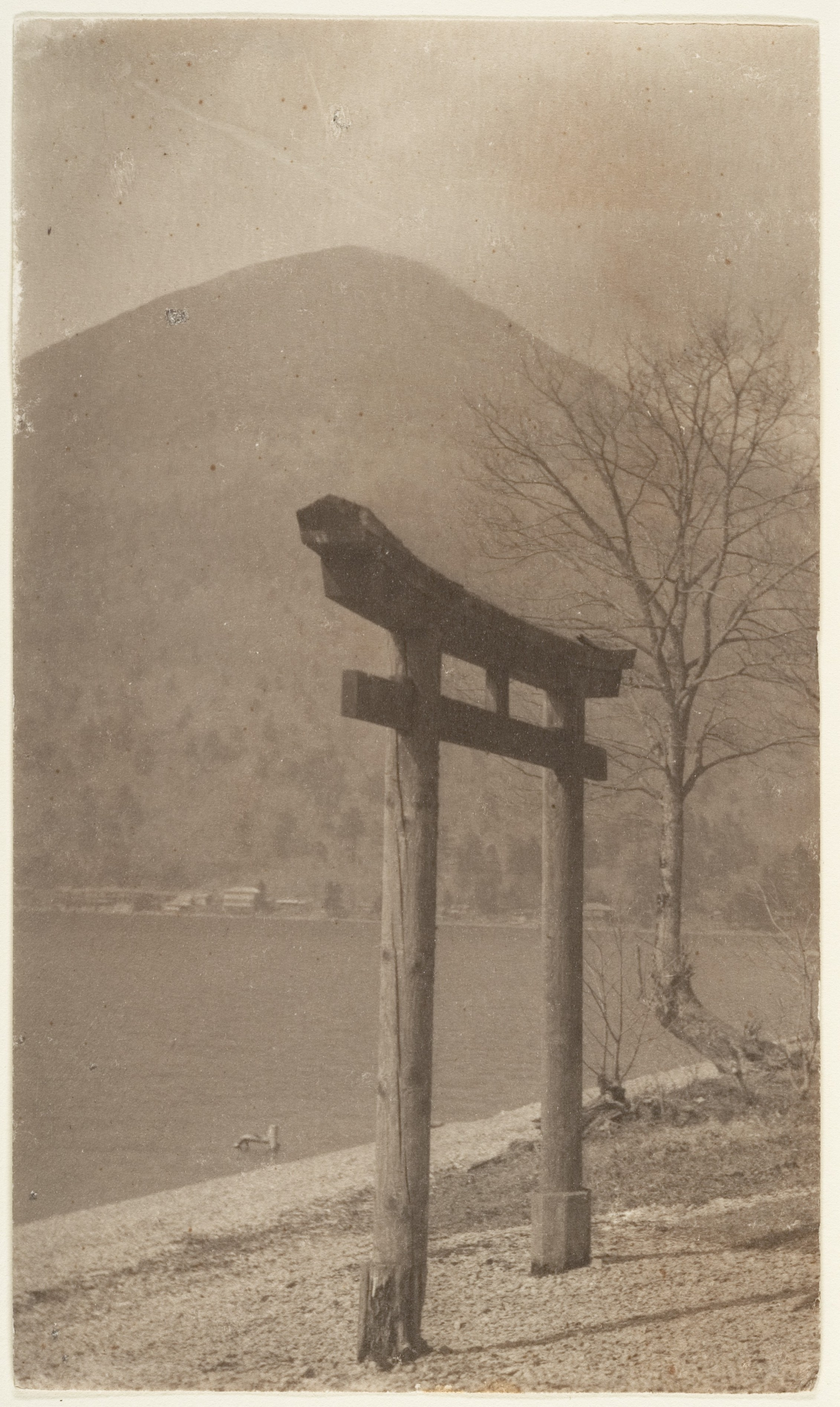
Photo d'Adolf de Meyer (début du XXe siècle).
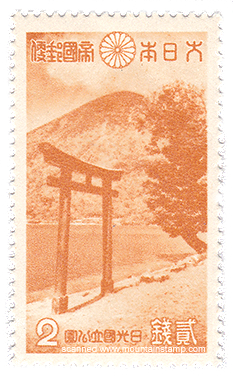
Timbre japonais : le lac Chūzenji et le mont Nantai (1938).
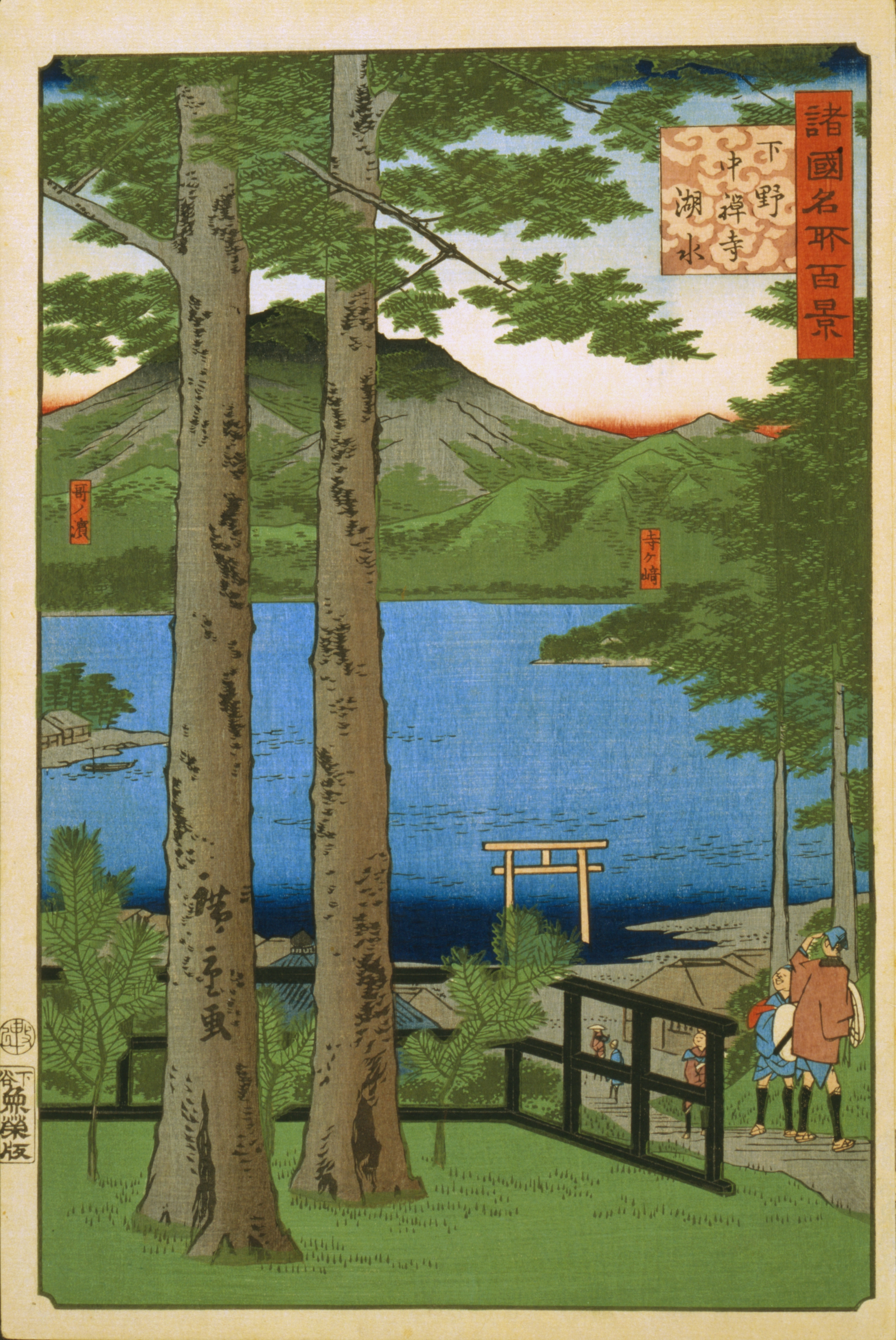
Estampe de Hiroshige II (1860).

### Littérature
Décrivant son séjour à Nikkō, dans son carnet de voyage : Journal de voyage de Kawai Sora, le poète Kawai Sora exprime la fascination qu'exerce sur lui le mont Nantai qu'il nomme « mont Kurokami » et auquel il dédie un haïku. L'écrivain et alpiniste Kyūya Fukada consacre au mont Nantai un chapitre entier de son livre autobiographique 100 montagnes célèbres du Japon, publié en 1964. Dans sa série de manga intitulée Outlaw Star (en) (1993-1995), Takehiko Itō, un mangaka, fait apparaître, sur une planète fictive appelée Tenrei, le mont Nantai, habité seulement par des femmes.